# Часы

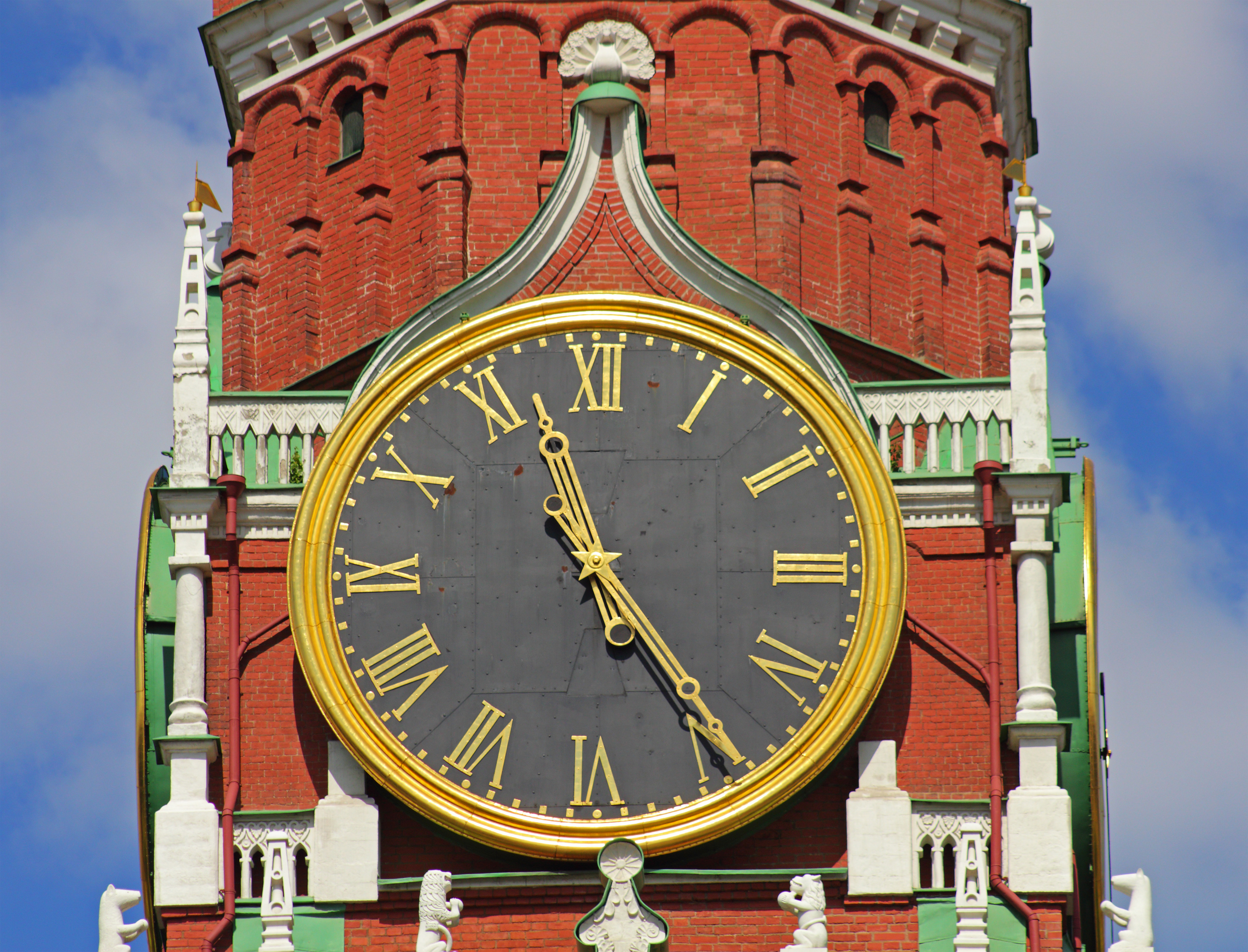
Куранты Московского Кремля.

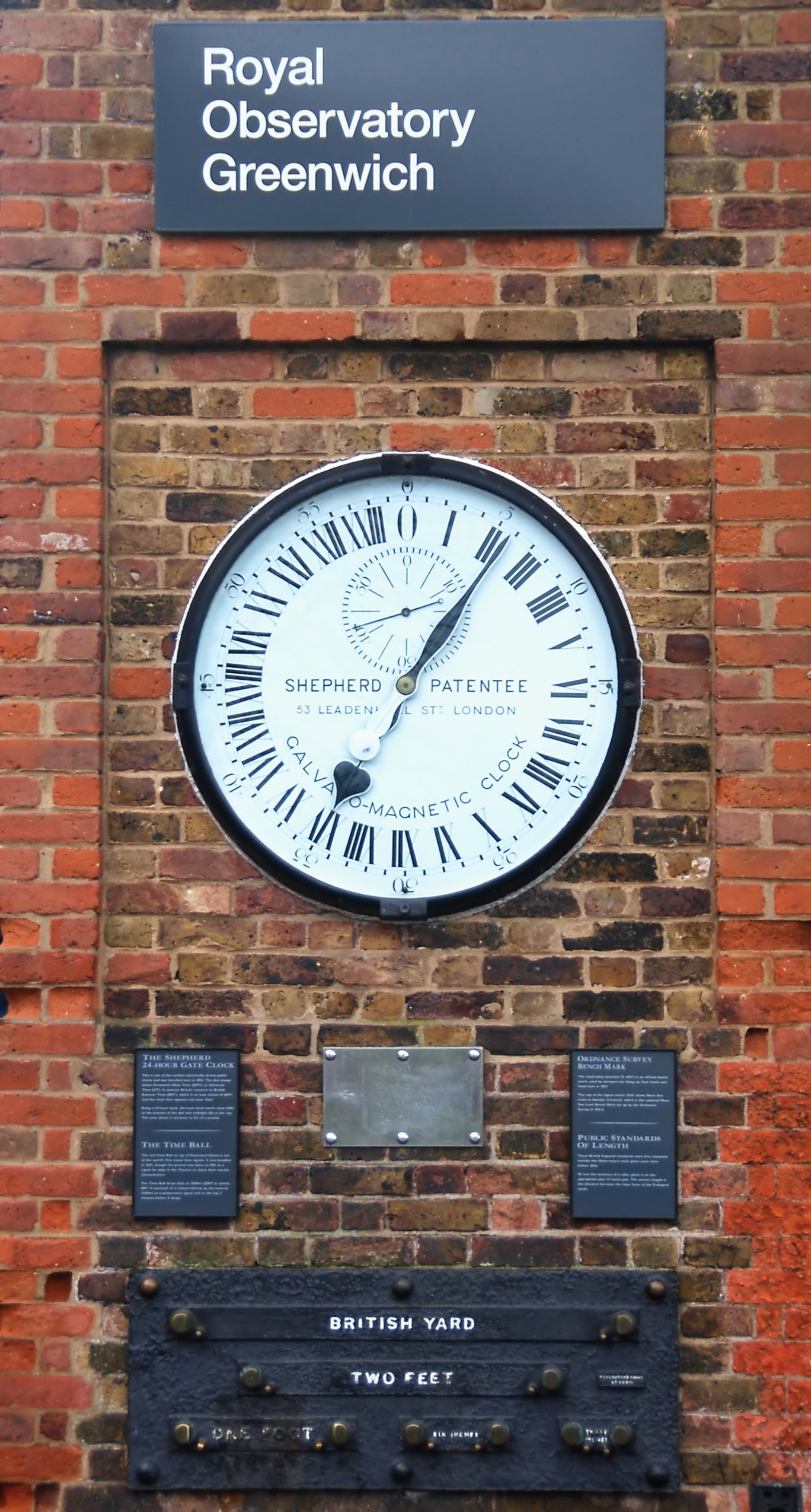
Часы Шеферд Гэйт в Гринвичской обсерватории

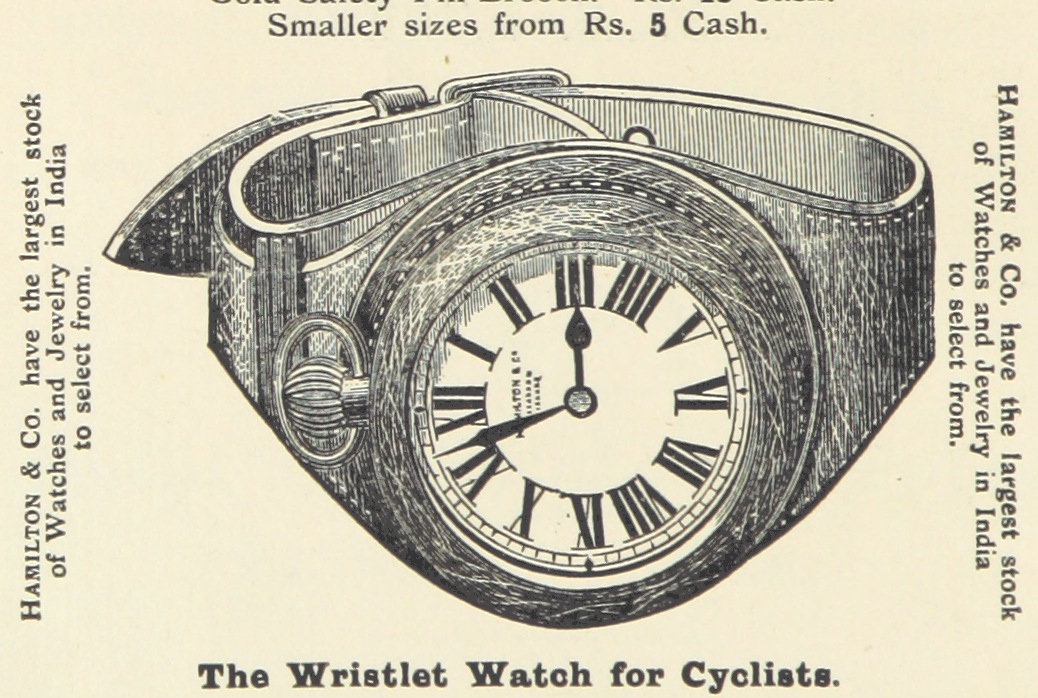
Наручные часы

Часы́, Хронометр (греч. «измеритель времени») — прибор для определения текущего времени суток и измерения продолжительности временны́х интервалов в единицах, меньших, чем одни сутки. 
Самыми точными являются атомные часы.

## История часов

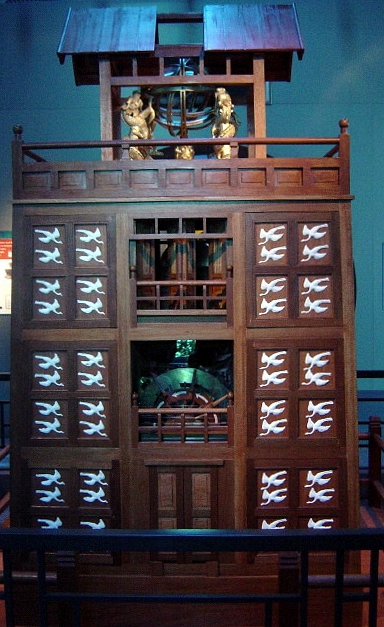
Макет башни с астрономическими часами Су Суна, построенной в Кайфыне XI века, Китай. Они приводились в движение большим водяным колесом, цепным приводом и спусковым механизмом.

## Классификация
По размерам и портативности:
- башенные часы;
- каминные часы;
- каретные часы;
- карманные часы;
- напольные часы;
- наручные часы;
- настенные часы;
- настольные часы;

По способу измерения времени:
- солнечные часы;
- огненные часы;
- песочные часы;
- водяные часы;
- цветочные часы
- механические часы;
- электронно-механические часы;
- камертонные часы;
- кварцевые часы;
- электронные часы;
- атомные часы.

- По системе счисления:

- десятичные часы;
- бинарные часы;
- традиционные 12-часовые часы и 24-часовые часы
- 16-часовые часы - славянские и другие.

- По автономности хода:

- автономные;
- синхронизированные с центральными (первичными) часами (уличные часы, часы в смартфонах и т.п.)

- Часы специального назначения:

- астрономические часы;
- шахматные часы;
- системные часы;
- морской хронометр.

### Солнечные часы

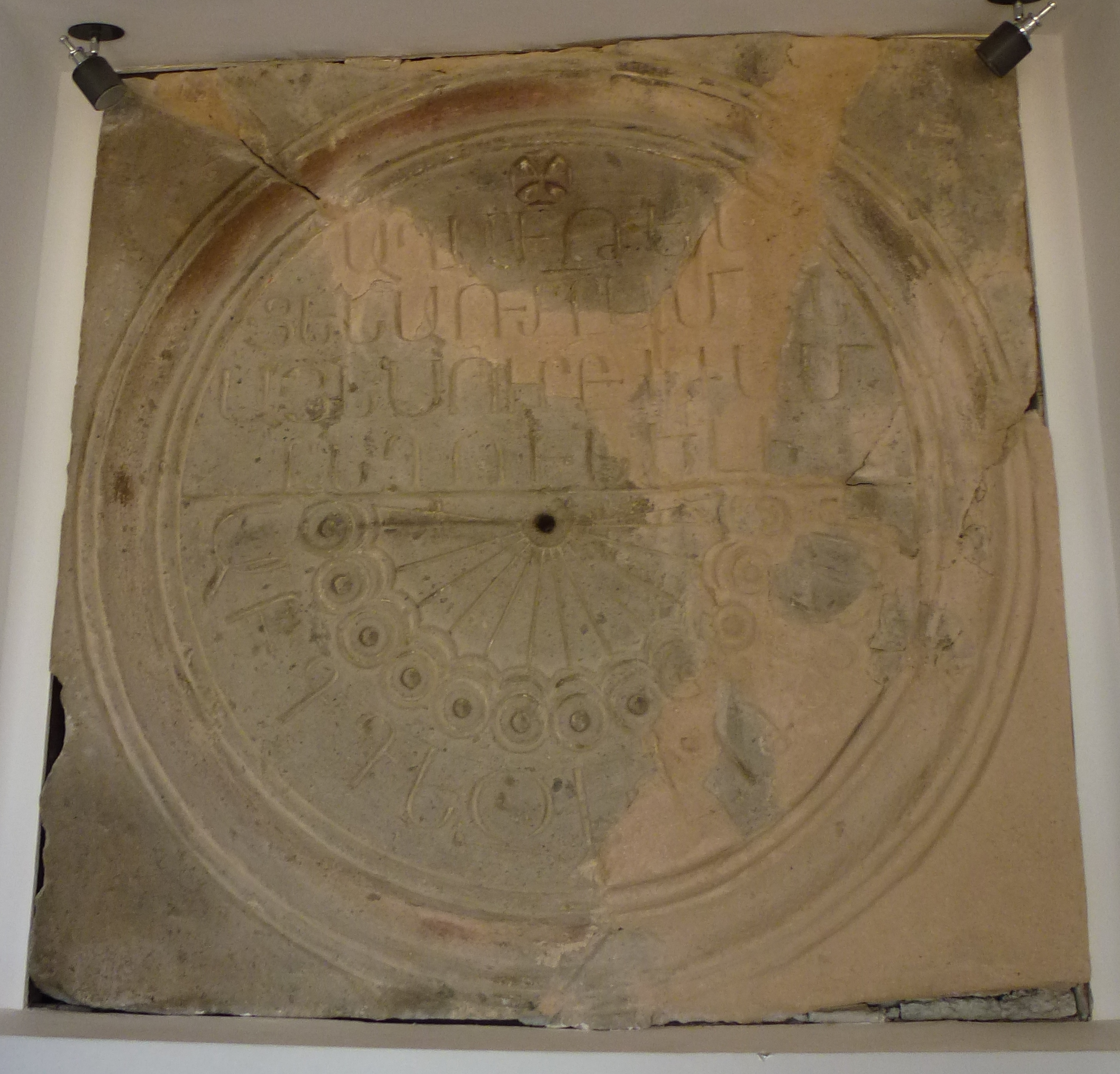
Солнечные часы. 640—650 годы, Звартноц, Армения

Измеряя время солнечными часами, основываются на том, что Солнце отбрасывает тень от предметов, и его путь по небу одинаков в одинаковые дни разных лет. Используя расчерченный круг для измерения времени, в астрономии — эталон хранителя (циферблат) и поправки на широту местности, можно оценить, который сейчас час. Старейшими, обнаруженными солнечными часами, является разметка солнечных часов, обнаруженных в Долине Царей, большой группе усыпальниц Египта.

### Водяные часы

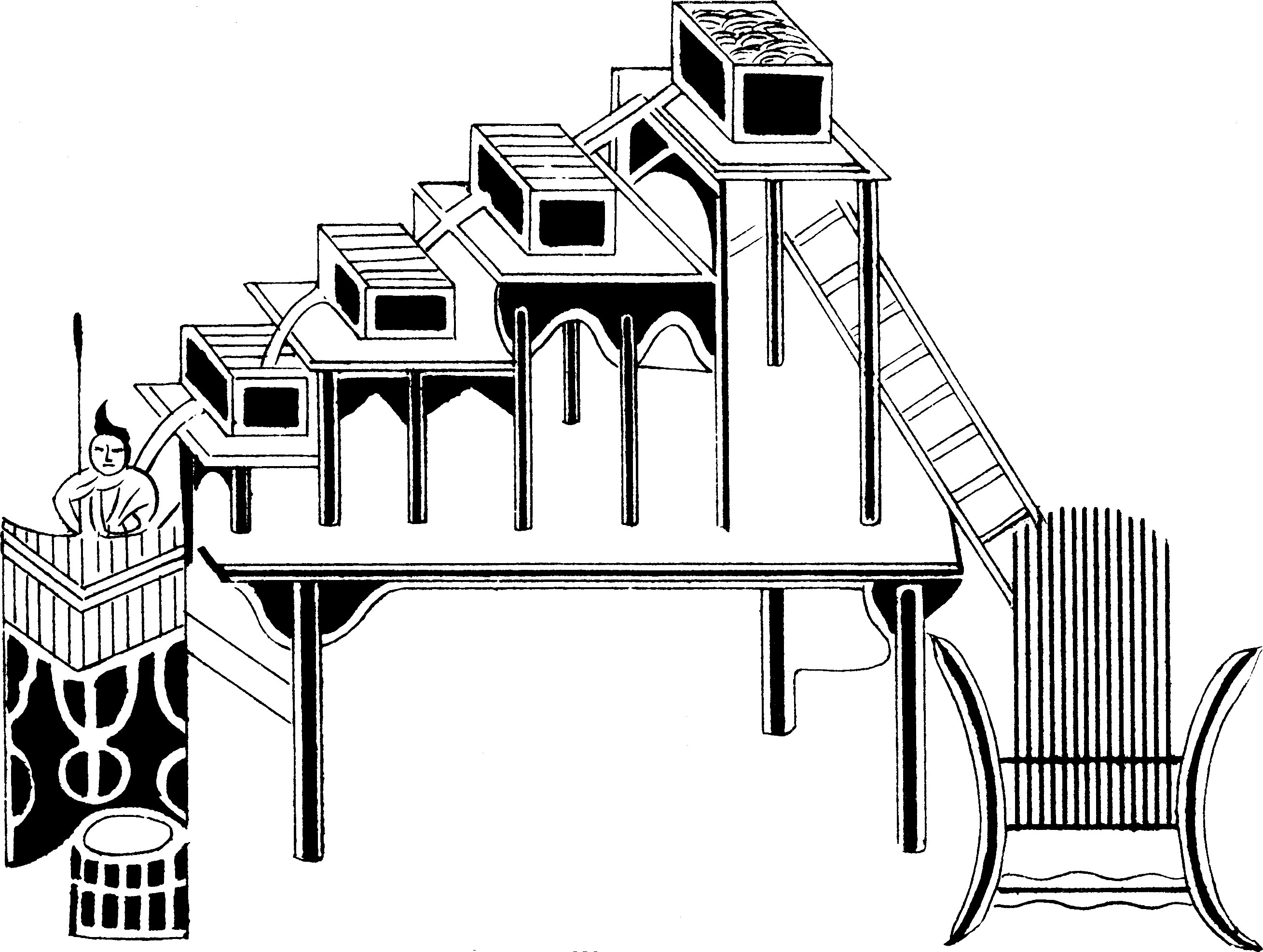
Старинные китайские водяные часы

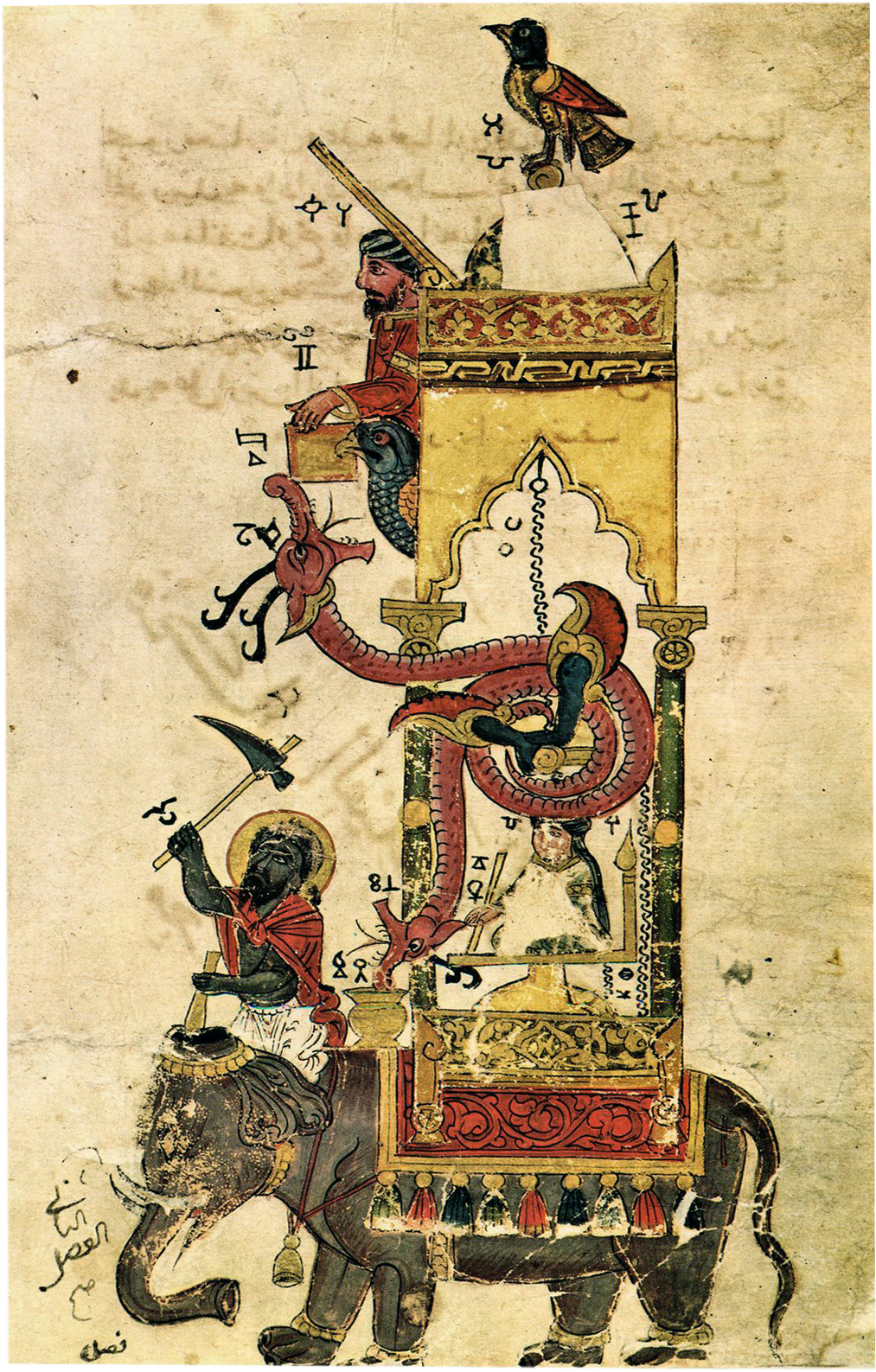
Слоновые часы в рукописи Аль-Джазари (1206 год н. э.) из Книги Знаний Гениальных Механических Устройств

Водяные часы, также называемые клепсидрой, имеют принцип действия, схожий с песочными часами.
Наряду с солнечными часами, возможно, являются старейшими приборами для измерения времени, если не принимать во внимание вертикальную палку-гномон по длине падающей тени которого ориентировались во времени древние скотоводы. Учитывая глубокую древность водяных часов, где и когда они впервые появились, науке не известно. Чашеобразный отток является простейшей формой водяных часов, и, как известно, существовал в Вавилоне и в Египте около XVI века до нашей эры. В других регионах мира, включая Индию и Китай, также есть древние признаки существования водяных часов, но самые ранние даты их появления являются менее определёнными. Некоторые авторы[кто?], однако, пишут, что водяные часы имелись в этих областях уже в начале 4000 г. до н. э.
За древнегреческой и древнеримской цивилизациями признаётся приоритет в усовершенствовании формы водяных часов, которые получили сложный комплекс зубчатых передач, рассчитанный на круглосуточную работу и состоявший из причудливого механизма. Улучшения также способствовали повышению точности. Эти достижения были переданы через Византию в исламский мир, и, в конечном счёте, проделали свой путь обратно в Западную Европу. Независимо от греко-римского мира, китайцы разработали свои собственные усложнённые водяные часы (水鐘) в 725 г., передав свои идеи Корее и Японии.
Некоторые проекты водяных часов были разработаны независимо друг от друга, а некоторые знания были перенесены посредством распространения торговли. В обществах, предшествующих современному, не было нужды в особо точных методах с повышенными требованиями к хронометрированию, подобно существующим в современном индустриальном обществе, где каждый час работы или отдыха контролируется, и работа может начаться или закончиться в любое время, независимо от внешних условий. Вместо этого, водяные часы в древних обществах использовались в основном для астрономических измерений. Эти ранние водяные часы были откалиброваны с солнечными часами. Никогда не достигая уровня точности современных часов, водяные часы были самыми точными на протяжении нескольких тысячелетий и широко использовались как устройства хронометража, пока в Европе в XVII столетии не были заменены на более точные маятниковые часы.
Исламской цивилизации приписывают дальнейшее улучшение точности водяных часов, тщательно продуманных инженерно. В 797 (или, возможно, 801 году), багдадский халиф из династии Аббасидов, Харун ар-Рашид, подарил Карлу Великому индийского слона по кличке Абул-Аббас вместе с «особо сложным образцом» водяных часов.
В XIII веке Аль-Джазари (1136—1206 гг.), курдский инженер из Месопотамии, который работал на правителя из династии Артукидов Дияр-Бакра Насир аль-Дина, сделал многочисленные часы всех форм и размеров. В книге описано 50 механических устройств в шести категориях, в том числе водяные часы. Самые известные часы включали устройства «Слон», «Писец» и «Замок», которые были успешно восстановлены.

### Песочные часы

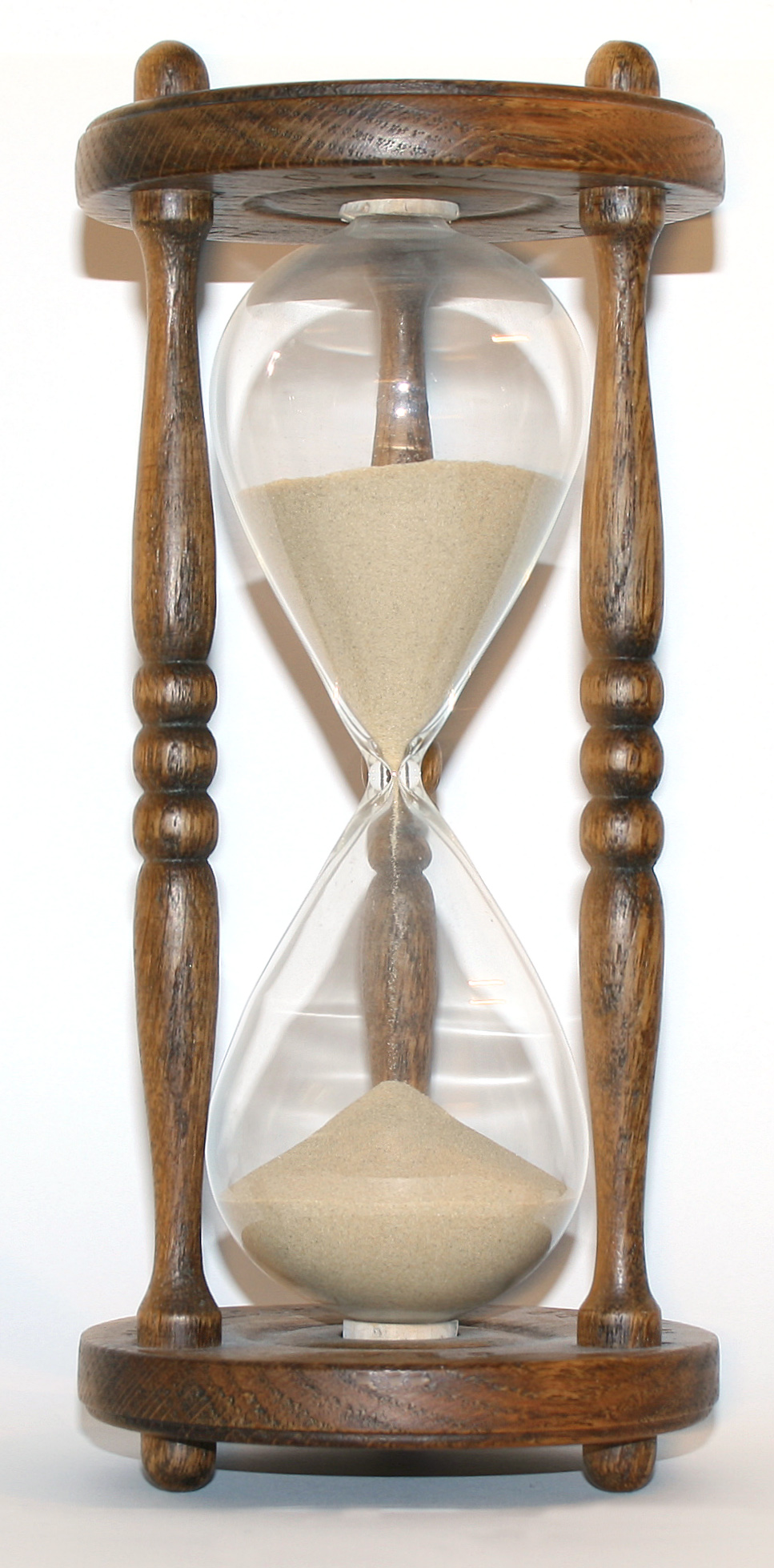
Течение песка в песочных часах можно использовать для отслеживания прошедшего времени.

Эти часы основаны на том, что точно откалиброванный речной песок проходит через узкое отверстие в 1 песчинку в одинаковые промежутки времени. При этом люди быстро догадались использовать 2 полости, соединённые узким перешейком с отверстием для пересыпания песка. Половинки стеклянного сосуда имели форму чаши и предназначались для измерения небольших промежутков времени, но имели недостаток: после пересыпания песка из верхней полости в нижнюю их приходилось переворачивать. Песочные часы, к которым надо было применить пользовательский формат и сохранить точность измерений для определения местоположения (пр. на флоте песочные часы назывались склянками) применения в современности не имеют.

### Огненные часы
Огненные часы впервые появились в Китае. Они состояли из спирали или палочки из горючего материала с подвешенными металлическими шариками. При сгорании материала шарики падали в фарфоровую вазу, производя звон.
Впоследствии разновидность огненных часов появилась и в Европе. Здесь использовались свечи, на которые равномерно наносились метки. Расстояние между метками служило единицей времени.

### Механические часы

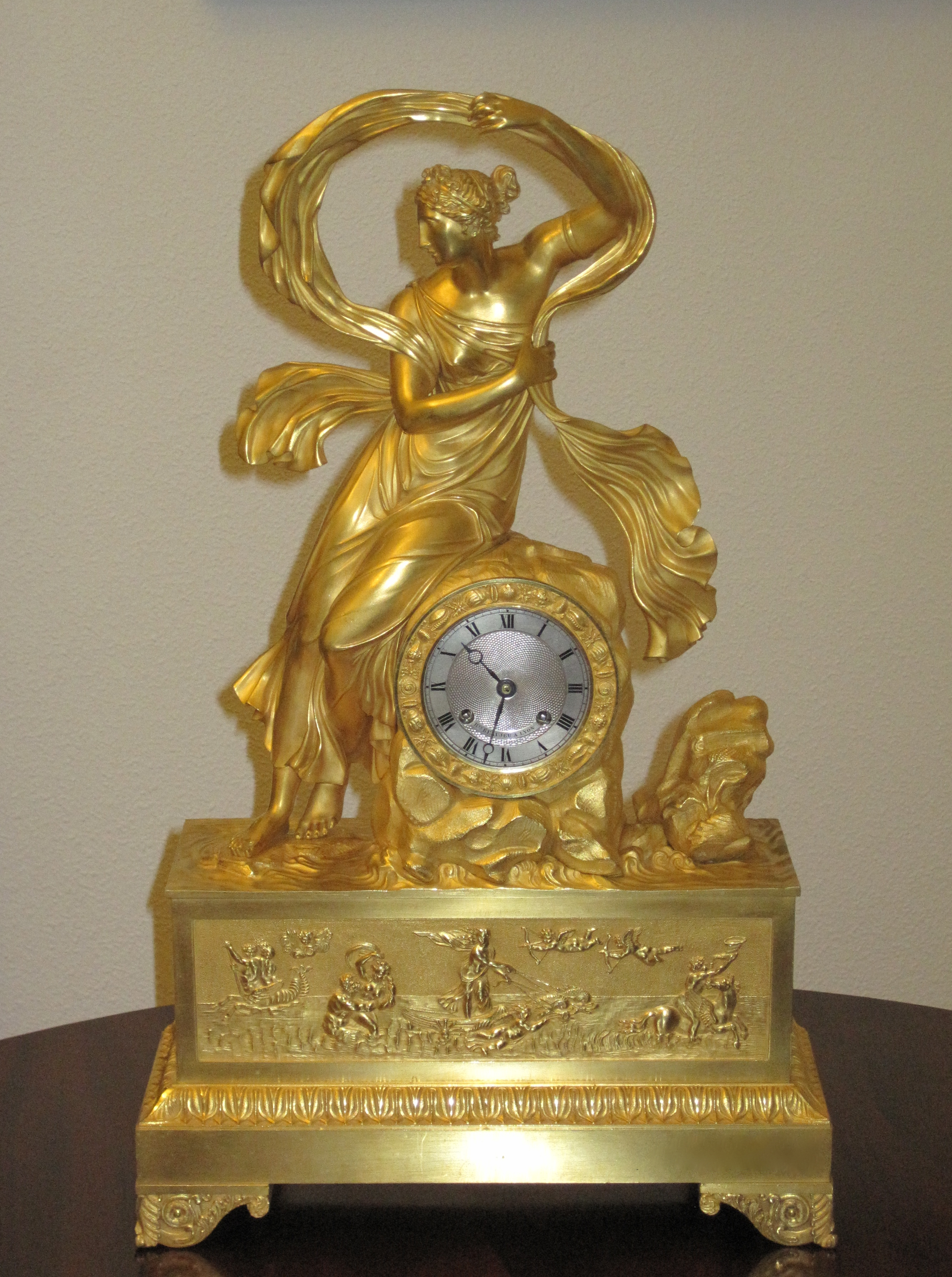
Французские каминные часы в стиле «Ампир» представляют нереиду Галатею (1822), Большой Екатерининский дворец (Царское Село, Россия)

У всяких механических часов нужно различать четыре существенных части:
1. двигатель (пружина или гиря)
2. передаточный механизм зубчатых колёс
3. регулятор, обусловливающий равномерность движения
4. распределитель или спуск, с одной стороны, передающий от двигателя импульсы регулятору

Измерителем времени в узком смысле слова служит регулятор. Зубчатые колёса, скреплённые с ними стрелки циферблата — счётчики отмеренных регулятором единиц времени. Признавая суточное вращение Земли вокруг её оси строго равномерным, мы в нём имеем единственный масштаб для сравнения промежутков или единиц времени. Обыкновенно за единицу времени принимается секунда, 1/86400 часть суток. О различном счёте времени, о звёздных, средних, истинных сутках — см. Время.
Регуляторы часовых механизмов устраиваются так, чтобы отмеряемые ими промежутки времени равнялись или целой секунде, или половине, четверти или одной пятой секунды. Если регулятор начнёт почему-либо отмеривать меньшие промежутки времени, счётчик укажет большее их число в данном периоде времени. В этом случае часы, как говорят, уходят вперёд. Если же интервал регулятора больше заданного — часы отстают. Условившись о начальном моменте суток, иначе говоря, о моменте, когда счётчик часов должен показывать нуль протёкших единиц времени, приходим к понятию о поправке часов. Она положительна, если часы отстали, отрицательна — если ушли вперёд. Изменение поправки часов за определённый промежуток времени называется ходом часов (например, суточный, недельный, часовой ход). Ход положителен, если часы отстают, отрицателен, если часы уходят вперёд. Ход выражает собой именно уклонение отмеряемых регулятором промежутков времени от принятой единицы. Поправка часов есть величина условная и, кроме того, в любой момент простым передвижением минутной стрелки счётчика поправка часов может быть сделана меньше одной минуты.
Достоинство же часов заключается в малости, а главное — в постоянстве хода. Ход хороших астрономических часов и хронометров должен по возможности не зависеть от изменений температуры, давления, влажности воздуха, случайных толчков, стирания осей механизма, сгущения смазывающего масла, молекулярных изменений в различных частях механизма и т. д. Астрономические часы делятся на два главных типа:
- «постоянные», в которых движущей силой служит тяжесть гирь, а регулятором колебания — маятник;
- «переносные», где движение производится силой упругости развёртывающейся постепенно пружины, а регулируется колебаниями упругой, тонкой спирали, соединённой с т. н. балансом (см. ниже).

Часовые механизмы первого типа называются в астрономии «часами» в тесном смысле слова или «маятниками». Они находятся на обсерваториях при постоянных астрономических инструментах (см. Практическая астрономия), укреплены на каменных столбах или в стене; часто помещают часы в подвале обсерватории, чтобы предохранить по возможности от перемен температуры («нормальные» часы). Подвал посещают только для заводки часов, так как даже теплота тела может повлиять на их ход. Показания же часов, то есть «удары» маятника (всегда секундного), сравнивают с другими часами с помощью микрофона, установленного в подвале и соединённого с телефоном (это выражение, хотя и общепринято, но совершенно неверно. Удары «тиканье» производит не маятник (регулятор), а механизм спуска). При надлежащей установке и уходе «постоянные» астрономические часы должны иметь суточный ход не более 0,3 с, а его суточные изменения не должны превосходить одной сотой секунды.
Часовые механизмы второго типа называются хронометрами. Различают «столовые», или бокс-хронометры (размеры их примерно 1½—2 децим. диаметром, 1 децим, высотой; одно простое колебание баланса длится ½ секунды), и карманные хронометры (размер общеизвестный; обыкновенно так наз. четыредесятники, то есть полное двойное колебание баланса длится 0,4 секунды, простое колебание — 1/5 секунды). Качества карманных хронометров в среднем чувствительно ниже качеств столовых. Хронометры служат при определении географических положений мест, при работах переносными астрономическими инструментами (см. Практическая астрономия), при определении времени и долготы в море и т. д. Столовые хронометры на кораблях помещаются на привесе Кардана. Постоянные часы («маятники») почти исключительно, а хронометры в большинстве случаев регулируются на секунды звёздного времени — т. н. «звёздные» часы и хронометры. Реже употребляются «средние» хронометры (то есть идущие по среднему времени). Выбор обусловлен удобством наблюдений или их обработки для тех или других задач астрономов.
В часах и хронометрах астрономами ценятся ещё определённые, но не резкие и без лишних шумов удары («тиканье»). Как лучших мастеров астрономических часов или хронометров нужно назвать Кессельса, Пиля, Дента, Тиде, Ховю (Howüh), Кноблиха, Фродшэма, Нардэна. Творцы «высшего» часового искусства и часовых механизмов: Пьер Леруа (англ. Pierre Le Roy), Джон Гаррисон, Джордж Грэм (англ. George Graham), Дютертр, Джон Арнольд (англ. John Arnold), Фердинанд Берту.

Примеры полностью механических часов
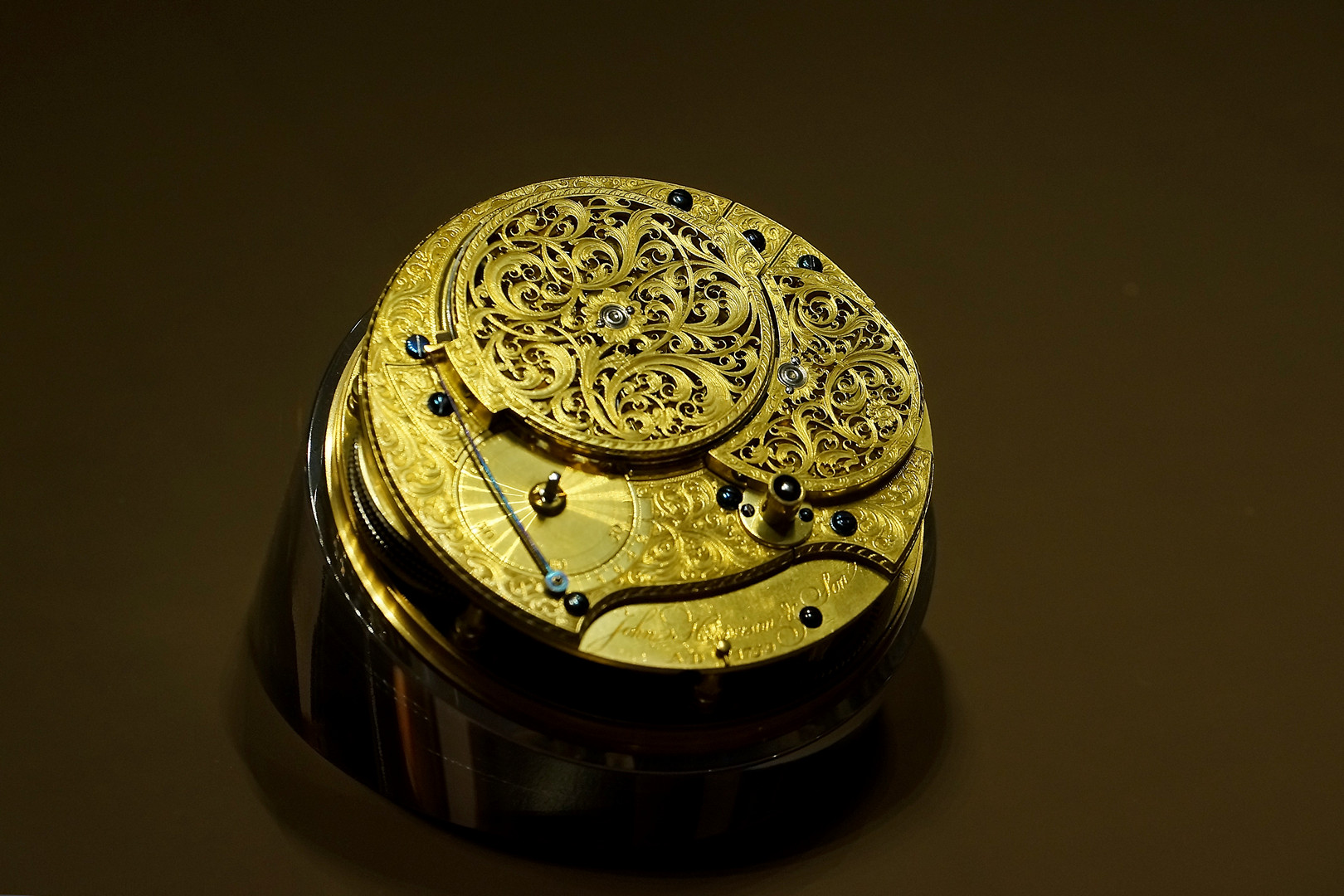
Одни механические часы (были использованы для плавания)
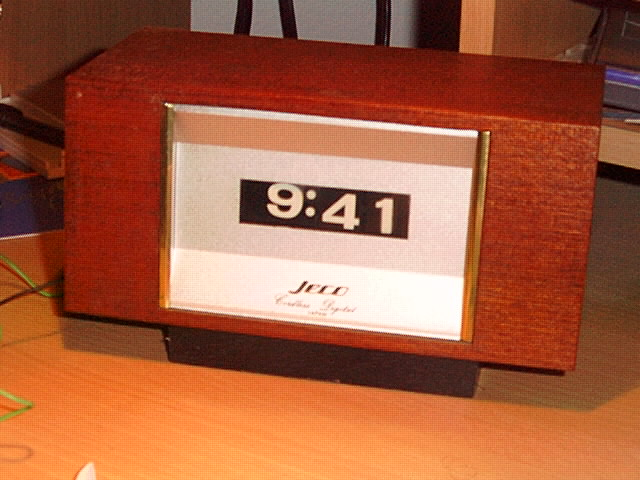
Механические цифровые часы (с плавающими числами)

#### С пружинным приводом

Примеры часов с пружинным приводом
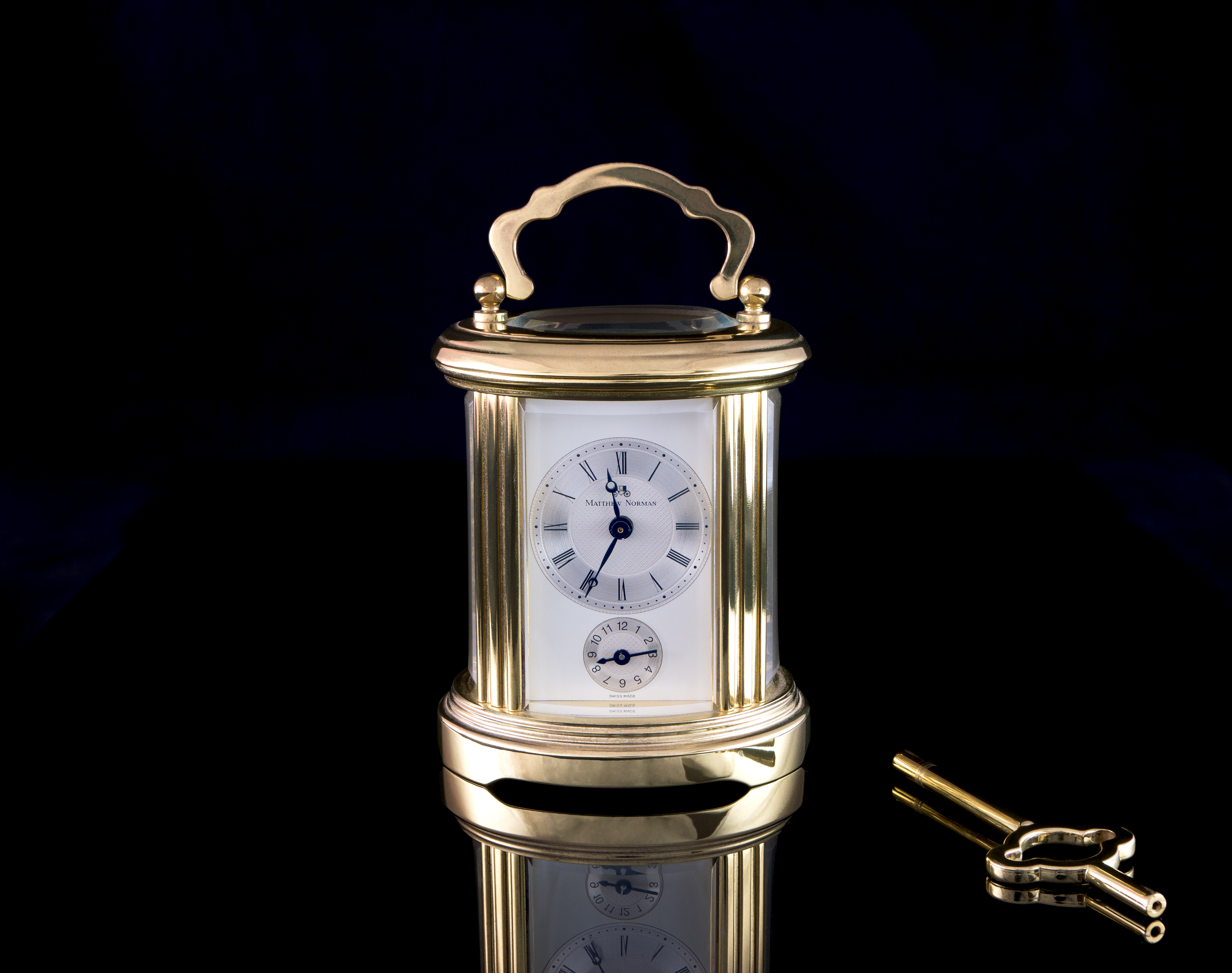
Каретные часы Мэтью Нормана с заводным ключом
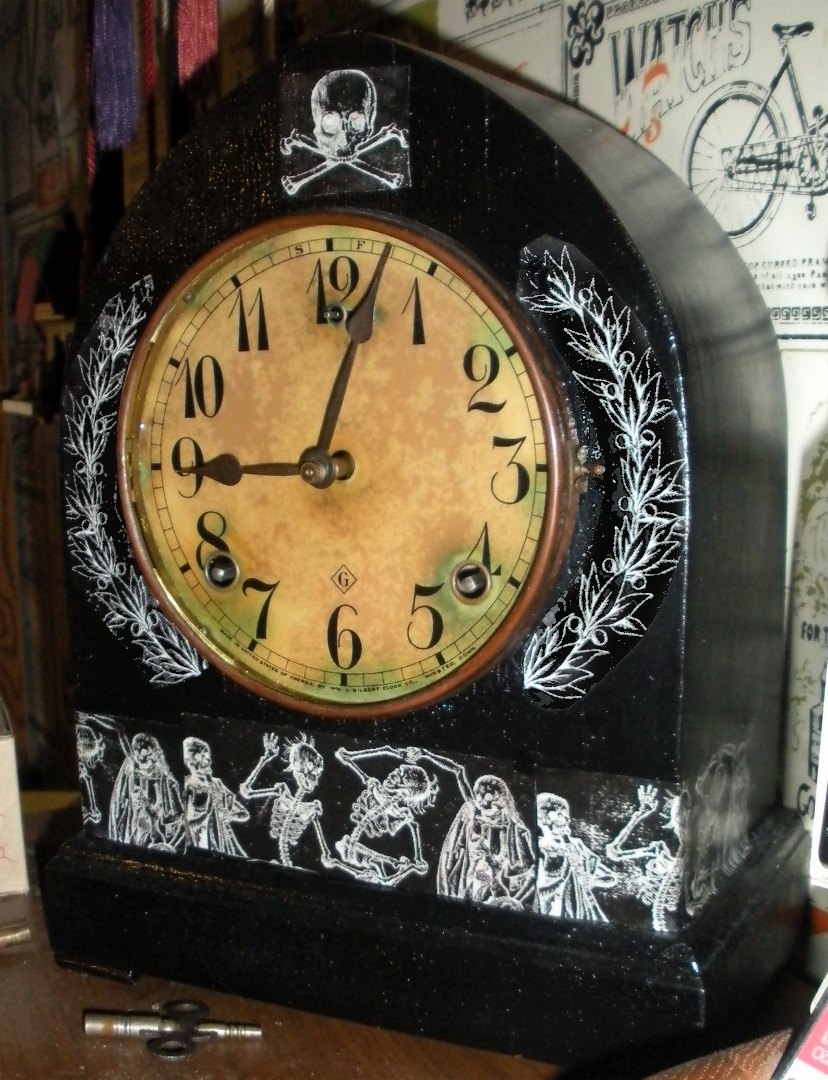
Украшенные каминные часы Уильяма Гилберта

#### Ходики
Хо́дики — небольшие стенные часы упрощённого устройства с гирями — вариант механических часов с маятником, анкерным спуском и гирями в качестве двигателя. В качестве маятника в некоторых моделях использовали две «ноги», движущиеся в противоход друг другу. Встречается разновидность с боем (ещё одна цепочка со съёмной гирей для боя, которую можно при желании снять с цепочки и повесить рядом на специальный крючок — так называемый «режим без боя»).

#### Часы с совмещёнными с часовым механизмом устройствами

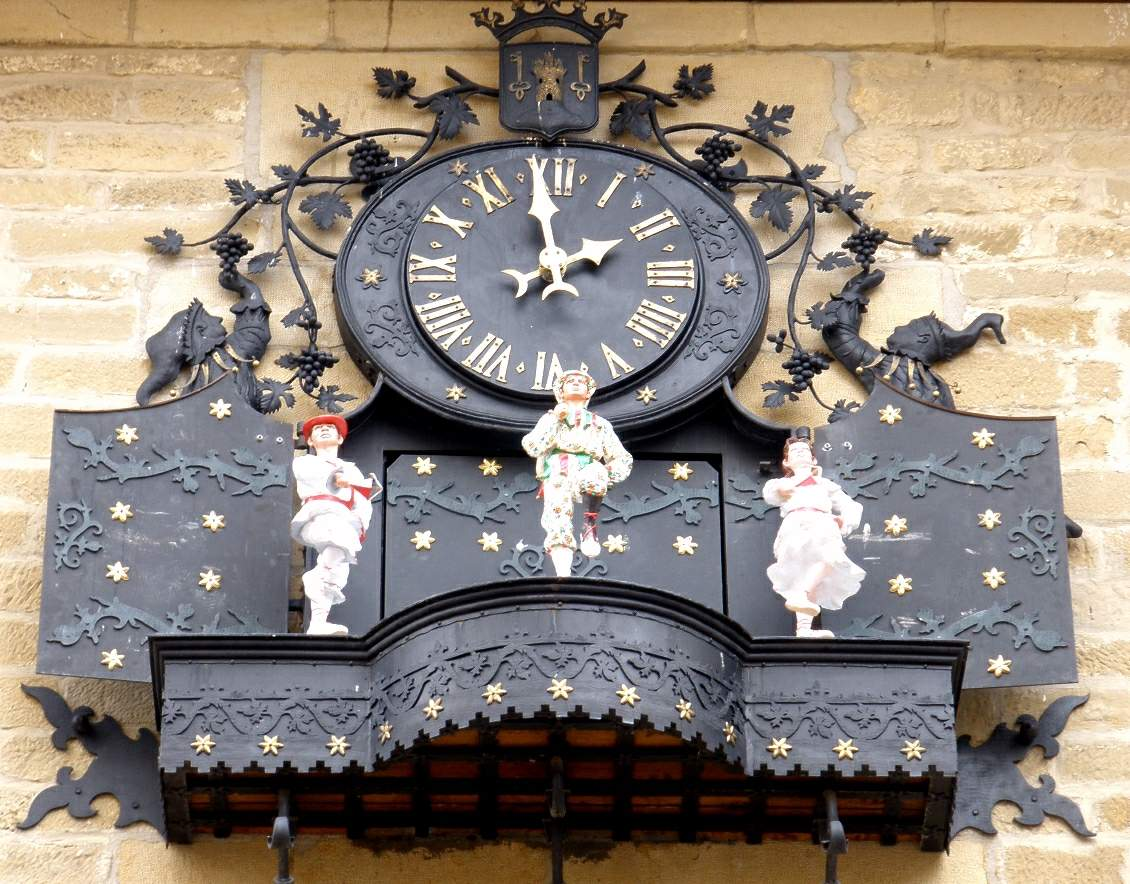
Часы с марионетками
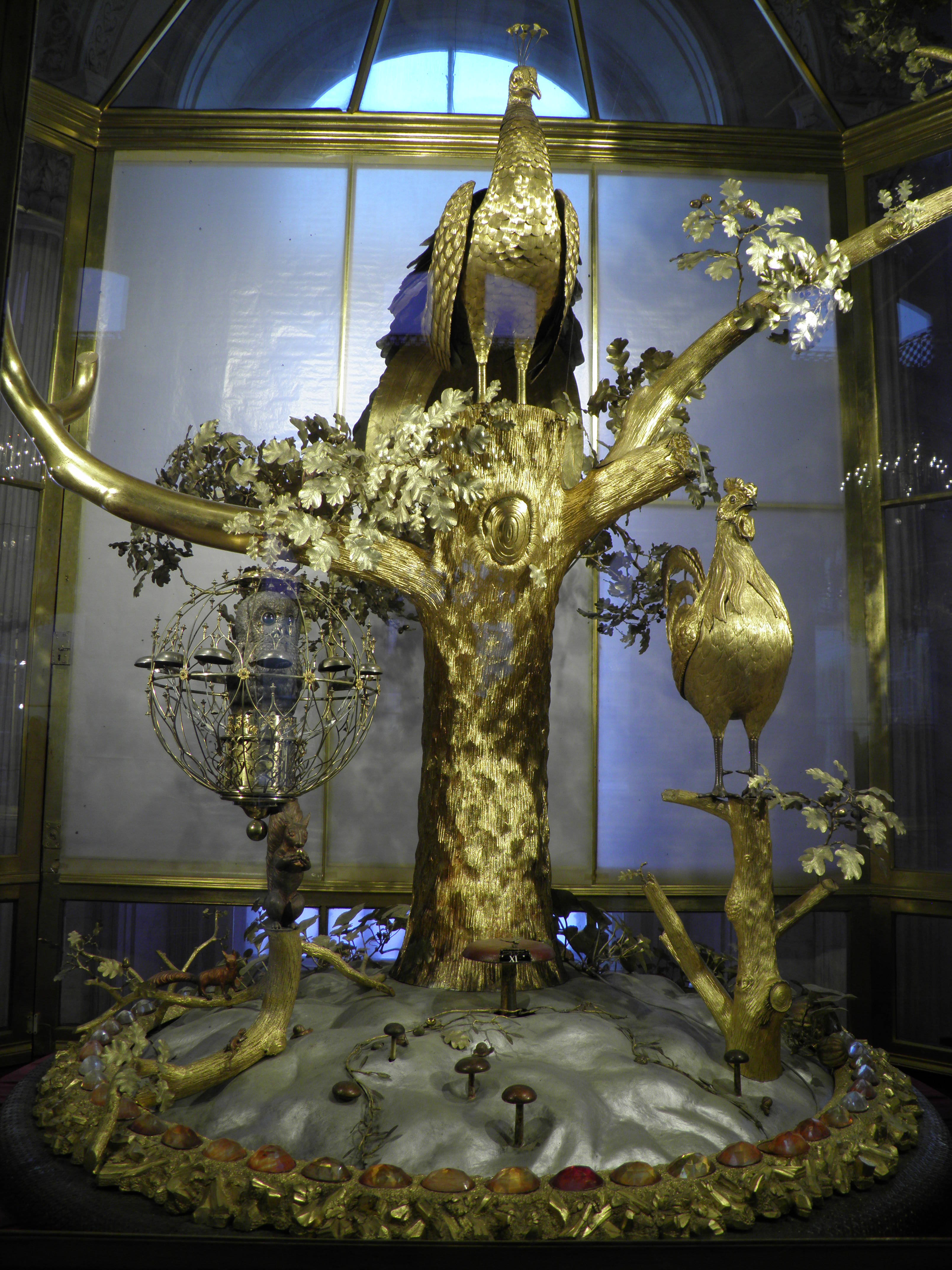
«Часы-павлин»
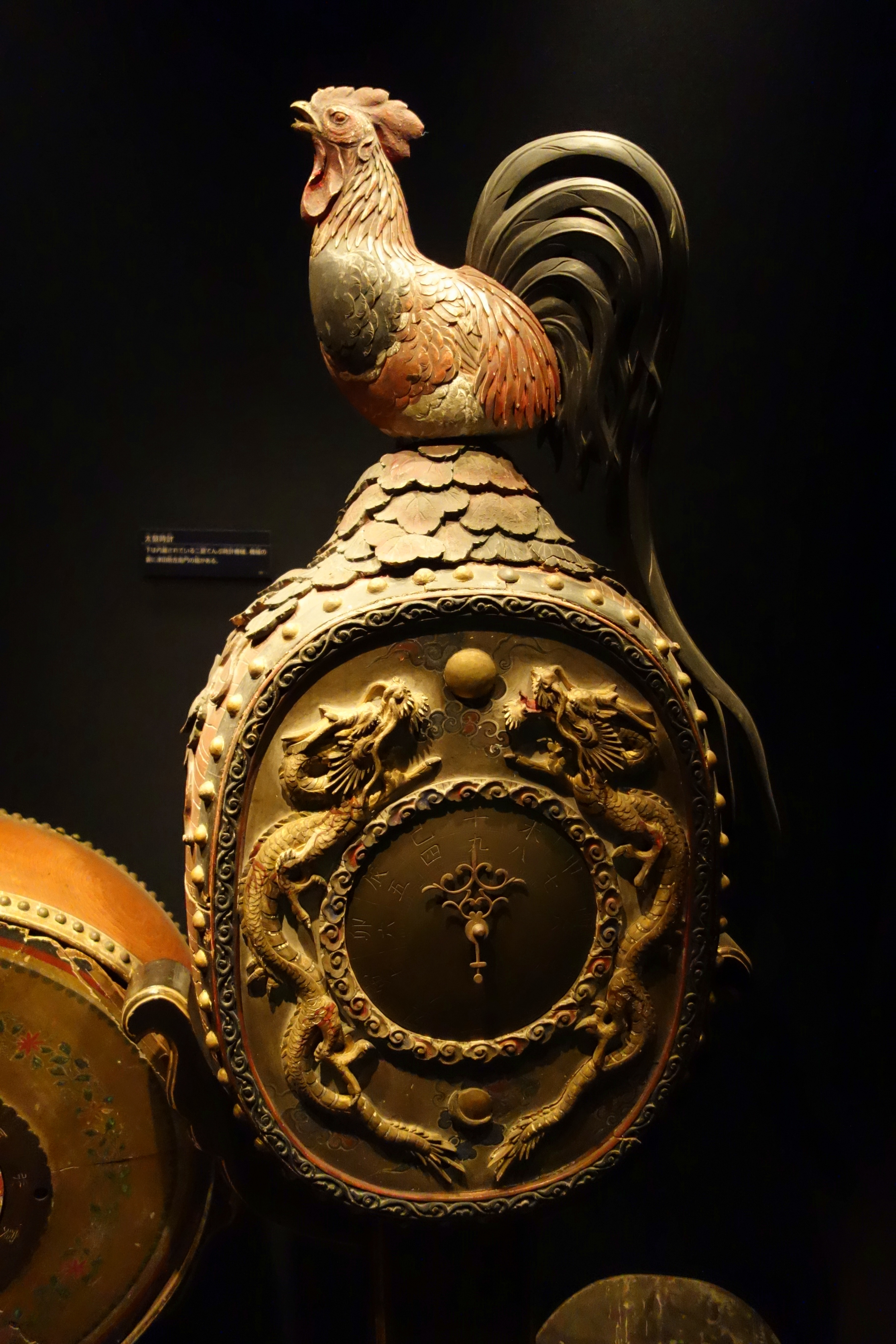
Часы с петухом, циферблат с японскими иероглифами

##### Часы с кукушкой

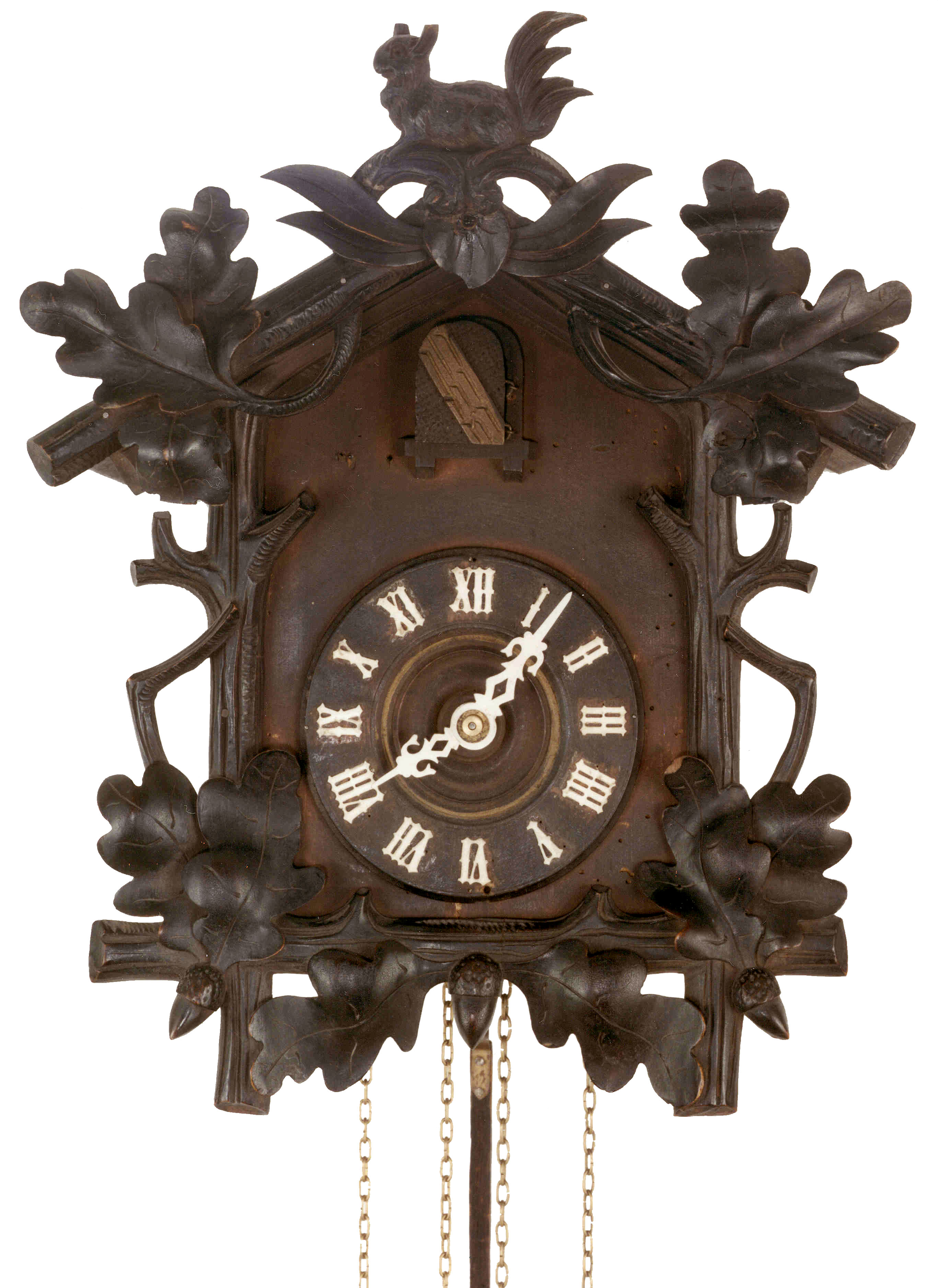
Часы с кукушкой

Часы́ с куку́шкой — настенные часы в изящном корпусе, чаще всего механические часы (ходики) с боем, имитирующим пение кукушки. Обычно звуковые сигналы (от одного до двенадцати) раздаются каждый час, отсчитывая текущее время и нередко перемежаясь ударами гонга («бум — ку-ку»). Механизм, имитирующий кукушку, разработан в середине XVIII века и с тех пор практически не претерпел изменений. Родиной часов с кукушкой считается расположенный в центре региона Шварцвальд немецкий городок Триберг, по крайней мере, именно там расположен музей часов с кукушкой.

### Кварцевые часы
Разновидность электронно-механических часов. Принцип действия основан на пьезоэлектрическом эффекте, свойстве кристаллов кварца, например, деформироваться под воздействием внешнего электрического поля, а также поляризоваться при механической деформации. При этом кристалл кварца, обладая маленькими размерами, может в значительно большей мере стабильно генерировать колебания, имеющие высокую временную и температурную стабильность. Механизм кварцевых часов состоит из источника питания, электронного генератора (в котором кварц играет роль колебательного контура), счётчика делителя и выходного каскада усилителя, нагруженного на катушку шагового электродвигателя, который через систему зубчатых колёс приводит в движение стрелки часов.
Кварцевые часы были выпущены на рынок в 1971 г., но такие часы были сложны в изготовлении и, как следствие, очень дороги.

### Электронные часы

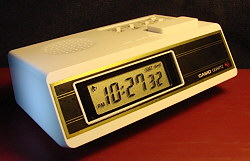
Настольные часы-будильник

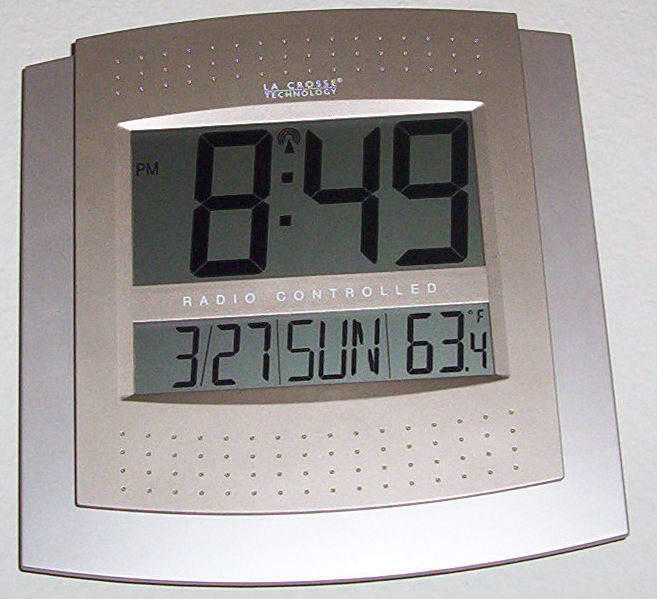
Современные электронные часы с календарём и термометром

Часы, основанные на подсчёте периодов колебаний от задающего генератора с помощью электронной схемы и выводе информации на цифровой дисплей.
Частота колебаний задающего генератора стабилизирована кварцем (см. «Кварцевые часы») либо в качестве него использована питающая электросеть (см. ниже).
Первые наручные электронные часы обладали светодиодным дисплеем, но они могли показывать время очень недолго: слишком прожорливыми оказывались светодиоды. Затем использовали свойства жидких кристаллов ориентироваться во внешнем электрическом поле и пропускать свет с одним направлением поляризации. Будучи помещённым между двумя поляризаторами, свет от внешнего источника вовсе поглощался системой поляризатор-жидкий кристал-поляризатор-отражатель при наличии электрического поля становился тёмным и образовывал элемент изображения. В результате этого было значительно снижено энергопотребление, и замена элементов питания происходит намного реже.
В современные электронные часы встроен, как правило, специализированный микроконтроллер, и у часов появилось много сервисных функций (будильники, мелодии, календари и т. д.), но микроконтроллер так же продолжает считать периоды колебаний всё того же кристалла кварца.

Замечание: Существуют также электронные часы, основанные на принципе подсчёта периодов частоты питающей сети, во многих странах существуют очень жёсткие требования к стабильности частоты, но всё же при колебании нагрузки частота сети может изменяться, и точность таких часов не может[кем?] считаться нормальной, хотя для многих людей она является достаточной.
Разновидность электронных часов, которые отображают время в двоичном коде, называется «бинарные часы» (англ. binary clock). Для отображения двоичных разрядов обычно используются светодиоды. Число групп светодиодов может быть различным, они могут отличаться размерами и местоположением. Часть светодиодов показывает часы, другая — минуты. Могут иметься светодиоды отвечающие за отсчёт секунд, дату и т. п.

Примеры цифровых часов
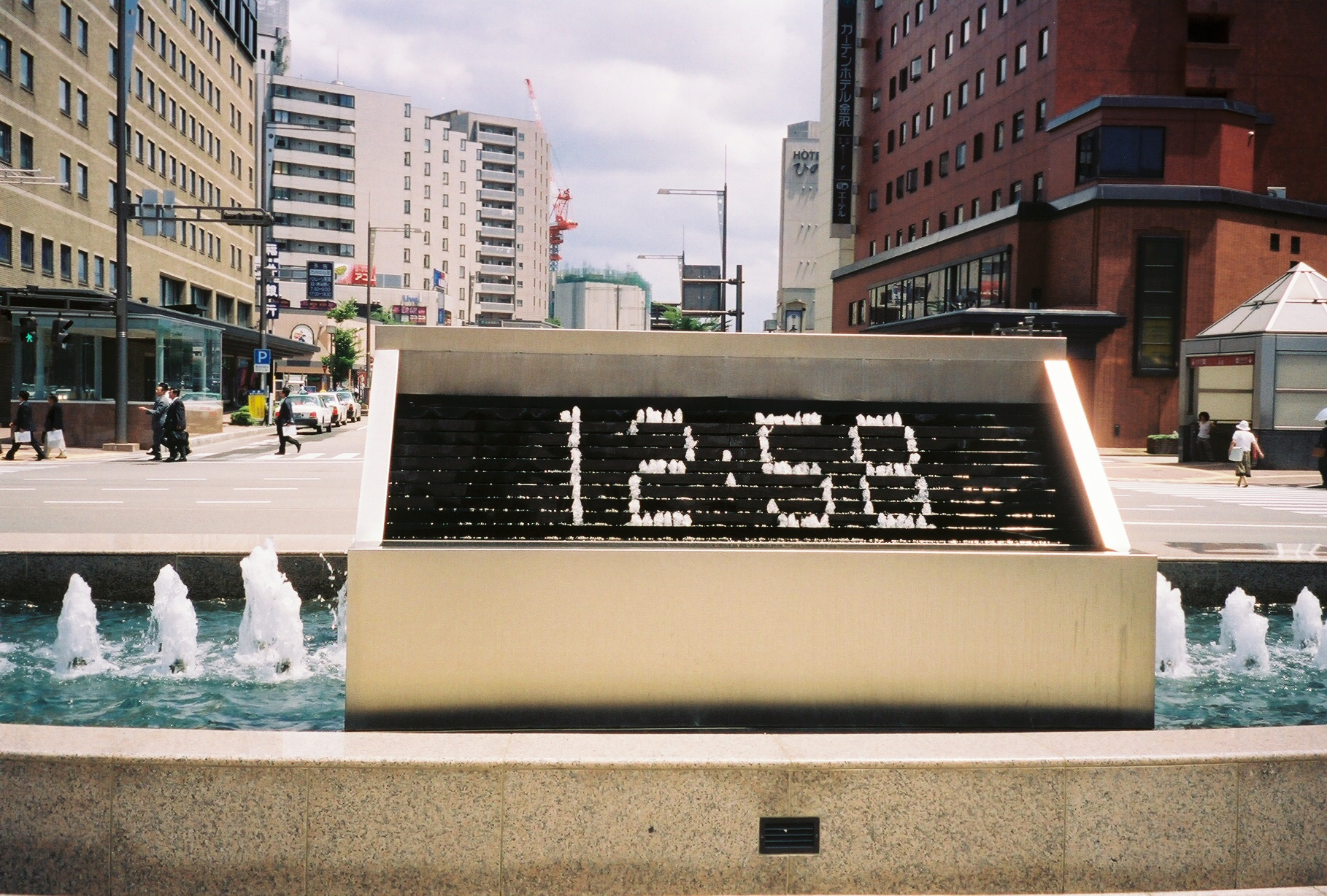
Цифровые часы показывают время, управляя клапанами на фонтане
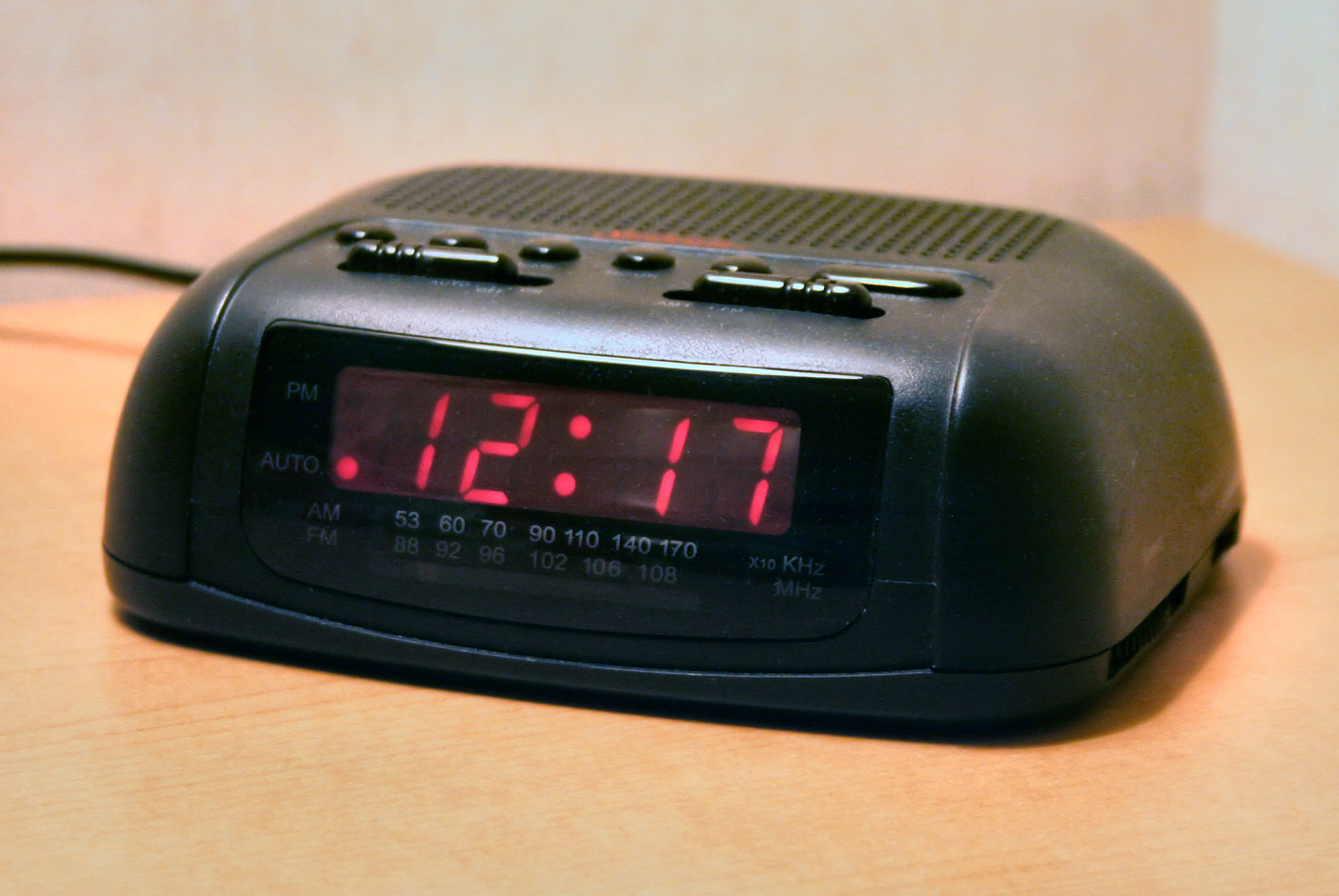
Упрощённые цифровые радиочасы
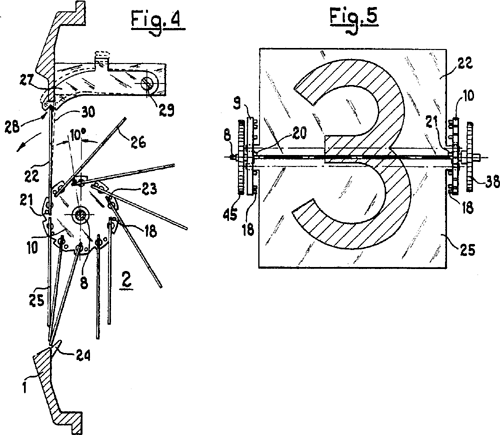
Схема механического цифрового дисплея флип-часов[англ.]

### Радиочасы
Время в наши дни обычно сообщают из приёма радиосигналов точного времени. Электронные или кварцевые часы, которые могут сверять свой ход по оповещению сигналом точного времени вещательных или специальных радиостанций передающих DCF77 (DCF77 — позывной длинноволнового передатчика точного времени), а также (для получения особо точного времени) спутников GPS.

### Атомные часы
Атомные часы (молекулярные, квантовые часы), которые могут измерять время, в котором в качестве периодического процесса используются собственные колебания, связанные с процессами, происходящими на уровне атомов или молекул, создали атомные стандарты времени и частоты.
Стабильность атомных часов не хуже 10−14 (1 секунда за 3 млн лет, у специальных конструкций 10−17), и это лучший источник времени, доступный человеку на 2017 год. Потому секунда определена через колебания атома цезия.

### Другие разновидности

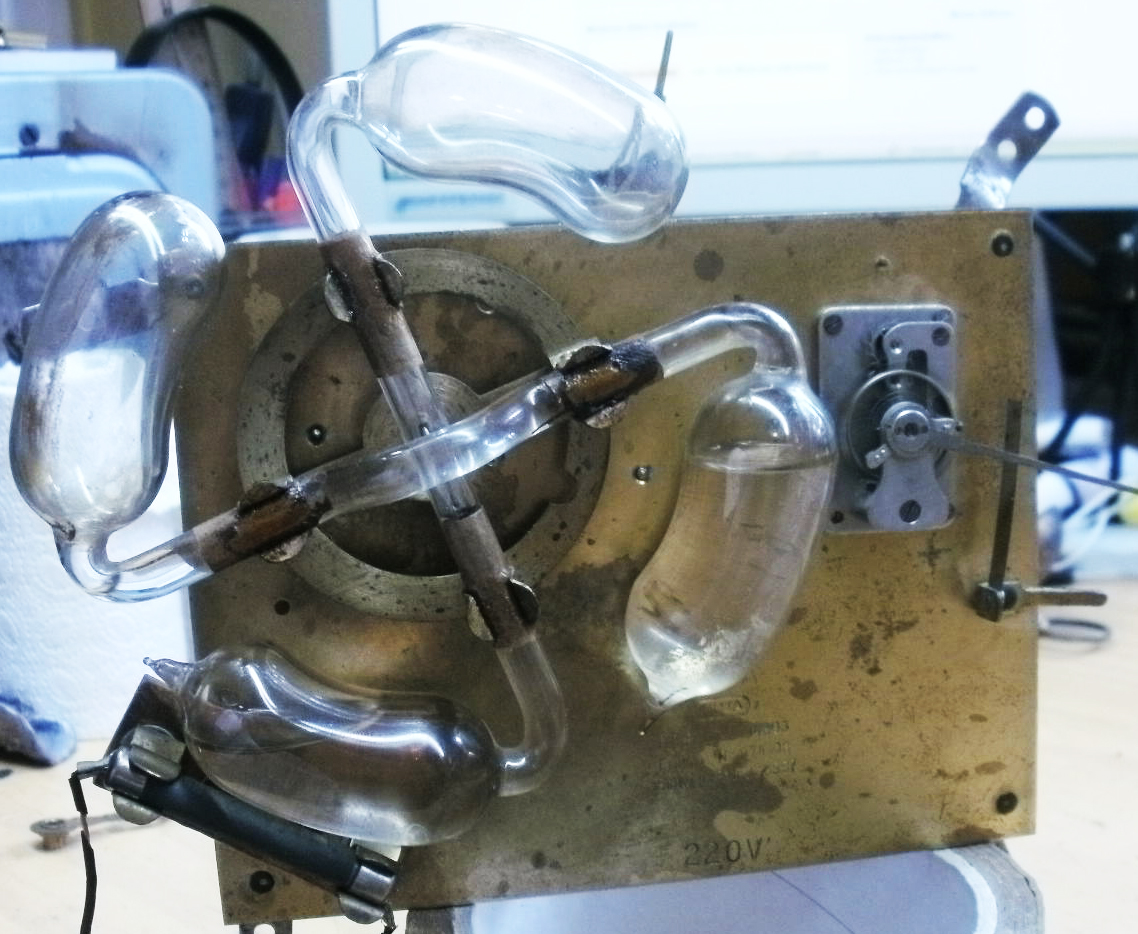
Спиртовые часы[нем.]
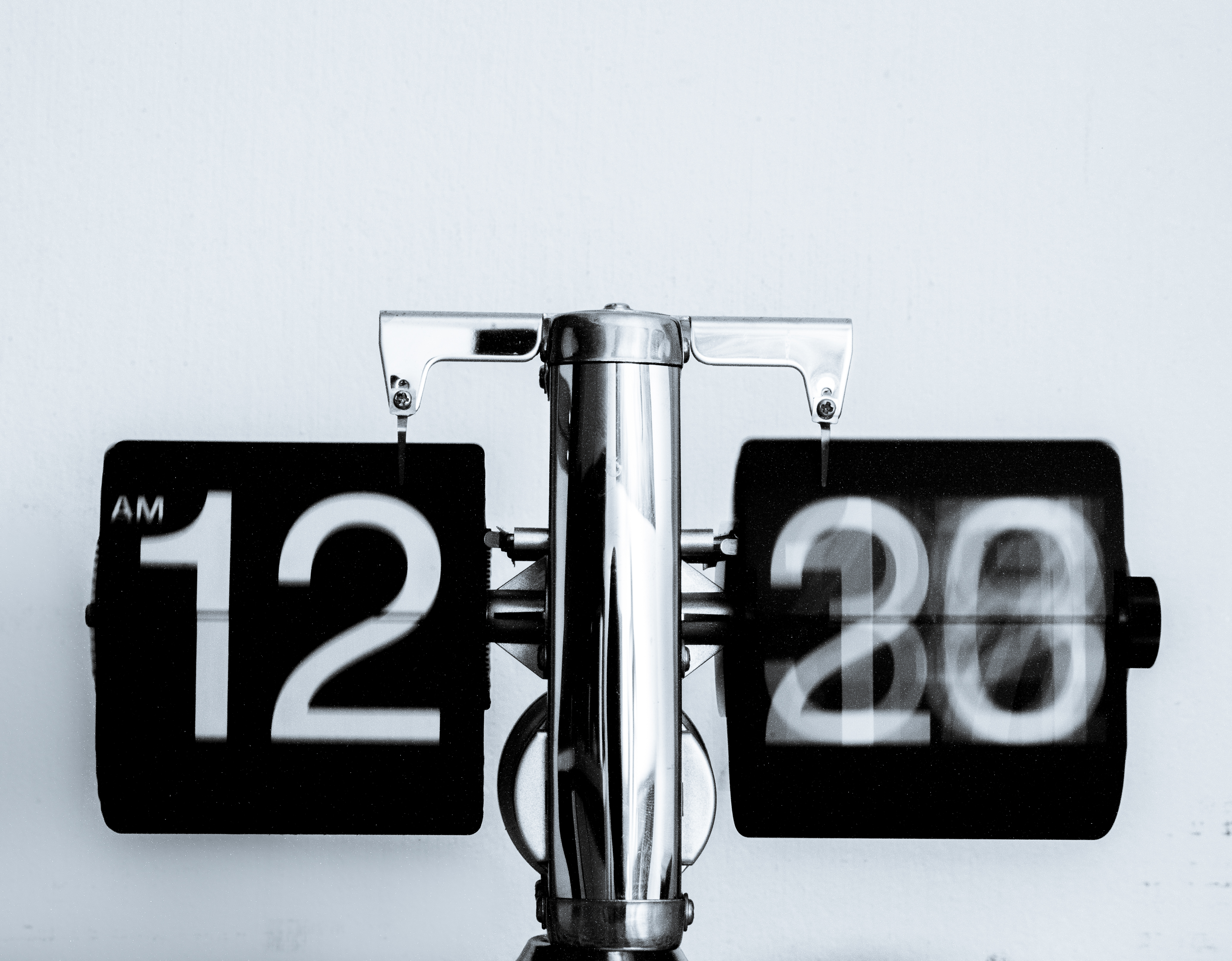
Часы с перекидным циферблатом[пол.]
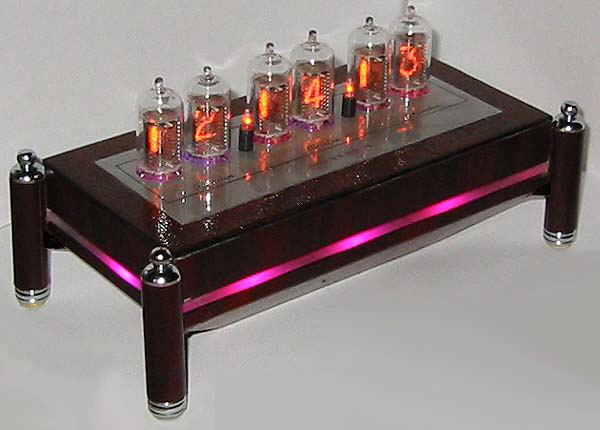
Часы с газоразрядными ламповыми индикаторами цифр

## Сети часофикации
Сети часофикации предназначены для обеспечения точным временем широкого круга абонентов в городах, на предприятиях и т. д. Состоят из одних первичных и нескольких вторичных часов, а также линий связи. Сеть часофикации избавляет от «ответственных за часы», а если здание (школа, институт, завод) работает по единому расписанию — даёт «официальное время», по которому начинается/заканчивается работа, отмечаются опоздания, планируются совещания и т. д. Даже если это время не точное, всем работающим хорошо известно, на сколько минут «официальные» часы опережают точное время или отстают от него.
Сети часофикации широко используются на железных дорогах и метрополитенах, позволяя с высокой точностью координировать работу раздельных пунктов, станций и депо.
Первичные часы (электропервичные часы) предназначены для точного отсчёта времени и его передачи на сеть вторичных часов.
Ранее представляли собой астрономические часы или хронометр, где вместо стрелок был электромеханический блок формирования команд на вторичные часы, в простейшем случае — обеспечивавший замыкание электроцепи раз в минуту.
Сейчас, с развитием электроники и телекоммуникаций, — электронные часы высокого класса точности с несколькими каналами введения поправок (точное время системы GPS, синхронизация с серверами точного времени сети «Интернет» (NTP) и др.)
Вторичные часы (электровторичные часы) предназначены для показа времени в сетях часофикации.
Ранее представляли собой механизм, в котором минутная стрелка двигалась при помощи синхронного или шагового двигателя от импульсов чередующейся полярности напряжением 24 вольт от первичных часов, часовая — через передаточный механизм 1:12. Существовали также вторичные часы с цифровой индикацией на электрических лампах или газоразрядных индикаторах.
В настоящее время — недорогие самостоятельные кварцевые часы с коррекцией от первичных часов, возможно также напрямую по радиосигналам точного времени, в отдельных случаях — GPS.
Интервальные часы предназначены для отображения интервала времени между прохождением поездов.

### Интернет
Управление точным временем в сети Интернет организовано через группу серверов точного времени, связанных с лабораториями, обладающими эталонами времени. Во всех основных операционных системах имеется или, по крайней мере, предполагается поддержка связи с одним из этих серверов. Также в разное время разрабатывались сторонние утилиты на случай неработающих/отсутствующих функций синхронизации.

## Производство часов

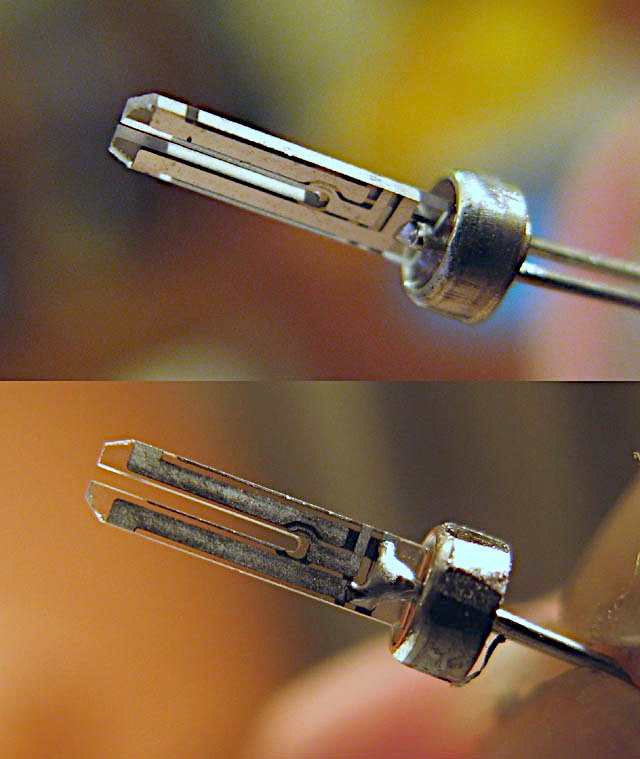
Изображение кварцевого резонатора, используемого в качестве компонента хронометража в кварцевых часах со снятым корпусом. Он сформирован в виде камертона. Большинство таких кристаллов кварцевых часов колеблются с частотой 32768 Гц.

- Часовая промышленность (Часовое дело)
- Часовая промышленность Швейцарии

### В СССР и РФ
В СССР часовая промышленность стала развиваться в начале 1950-х (так, в 1953 году началось строительство Минского часового завода); в 1980-е годы было налажено массовое производство часов для персонального использования (бытовых).
На сегодняшний день в РФ существует несколько часовых марок. Большинство из них уже не производят свои механизмы и собирает часы из импортных деталей. Единственные часовые заводы страны, которые продолжают производить свои механизмы от А до Я, включая баланс и спираль — Петродворцовый часовой завод «Ракета» и Чистопольский часовой завод.

## Интересные факты

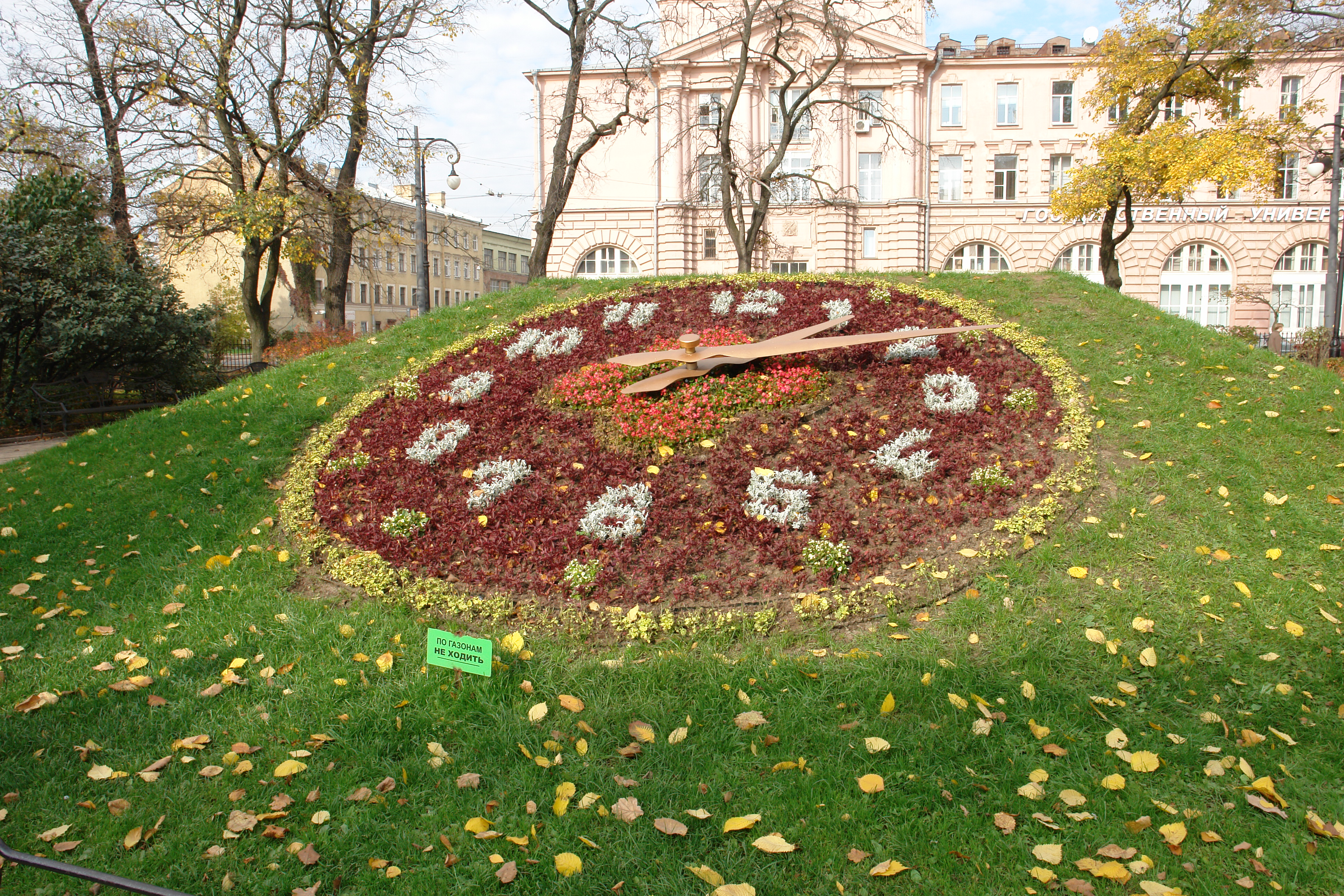
Цветочные часы (дар г. Женевы к 300-летию основания Санкт-Петербурга в мае 2003)

- Направление движения стрелок часов «по часовой стрелке» и «против часовой стрелки» используется для указания направления кругового движения.
- Традиционное направление движения часовой стрелки совпадает с направлением, в котором движется тень горизонтальных солнечных часов, расположенных в северном полушарии Земли. Однако, существуют часы, у которых стрелки движутся «против часовой стрелки» (как у солнечных настенных).
- На циферблатах с римскими цифрами четвёртый час иногда обозначают как IIII вместо IV[17].
- На рекламе стрелочных часов стрелки находятся обычно около 10:10 или 8:20. Это делается для того, чтобы стрелки не закрывали название. Кроме того, время 10:10 на часах в витрине напоминают улыбочку (смайлик), что положительно влияет на лояльность покупателя[18].
- Условный циферблат часов часто используется при ориентировании на местности для указания цели, маршрута или направления при взаимодействии подразделений (как правило армейских специалистов) или отдельных наблюдателей. Направление объекта (или маршрута) указывается цифрой циферблата, угловому значению которого он соответствует относительно положения наблюдателя, как если бы циферблат представлялся горизонтально, его центр совпадал с наблюдателем, а 12 часов указывало текущее направление движения (или взгляда) самого наблюдателя. Так, объект находящийся строго справа, будет обозначен как «на 3 часа». После указания направления добавляется цифра, характеризующая расстояние до объекта.
- В Москве XVII века на часах Спасской башни двигалась не единственная часовая стрелка, а циферблат, разделённый на семнадцать частей. Время отсчитывалось не от полуночи, а от рассвета. При этом часовщик переводил часы в соответствии с текущим временем восхода солнца[19].
- Во многих азиатских и восточноевропейских странах дарить часы считается плохой приметой, связанной с разлукой или смертью. В китайской культуре выражение «дарить часы» (送钟, sòng zhōng) созвучно фразе «провожать в последний путь» (送终, sòng zhōng), что символически связывается со смертью [20]

## Галерея

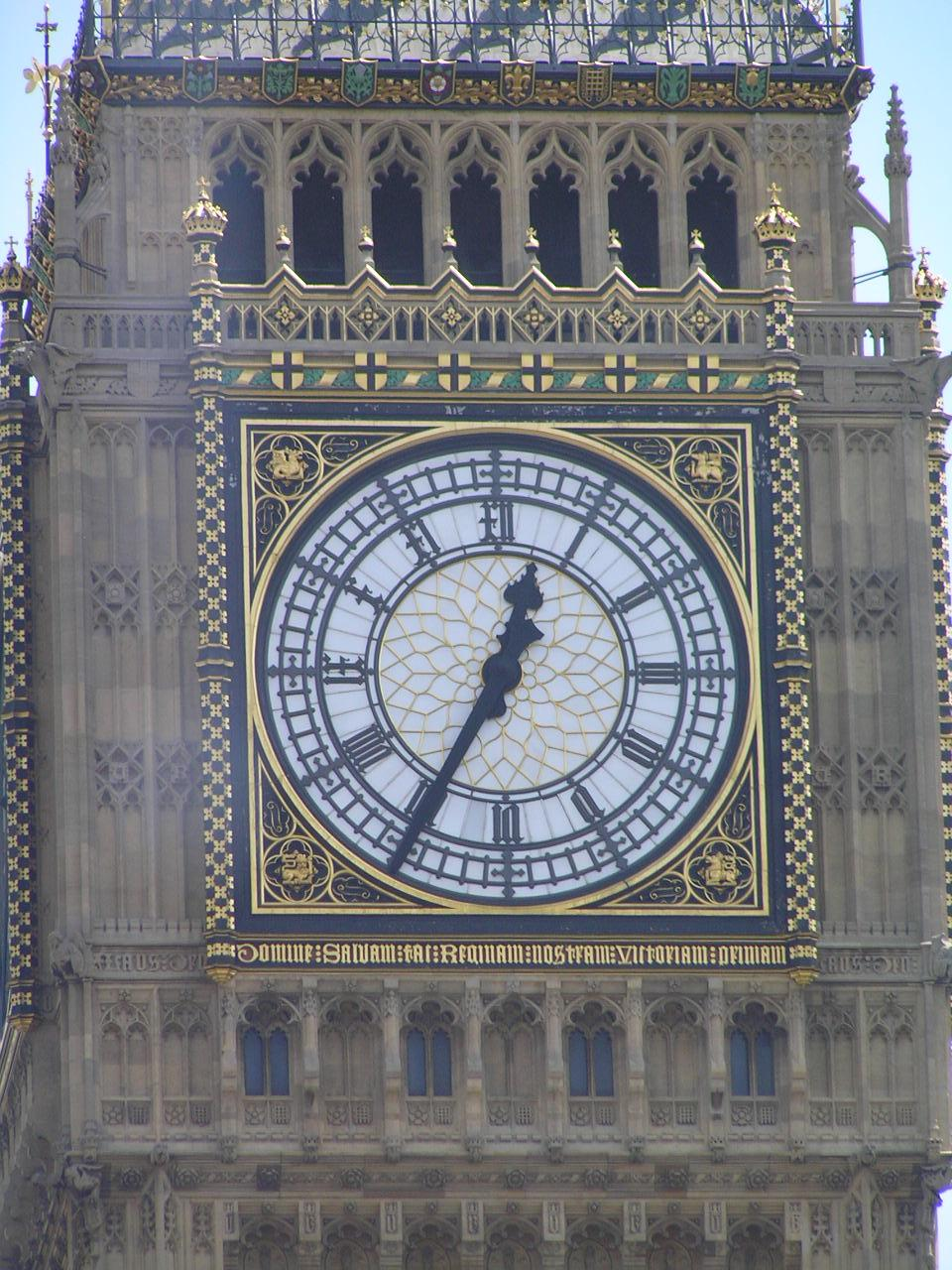
Оригинальные часы
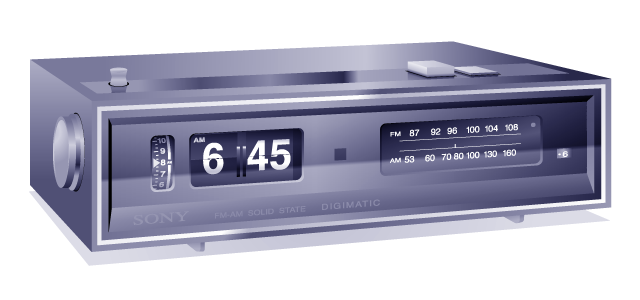
Цифровые радиочасы
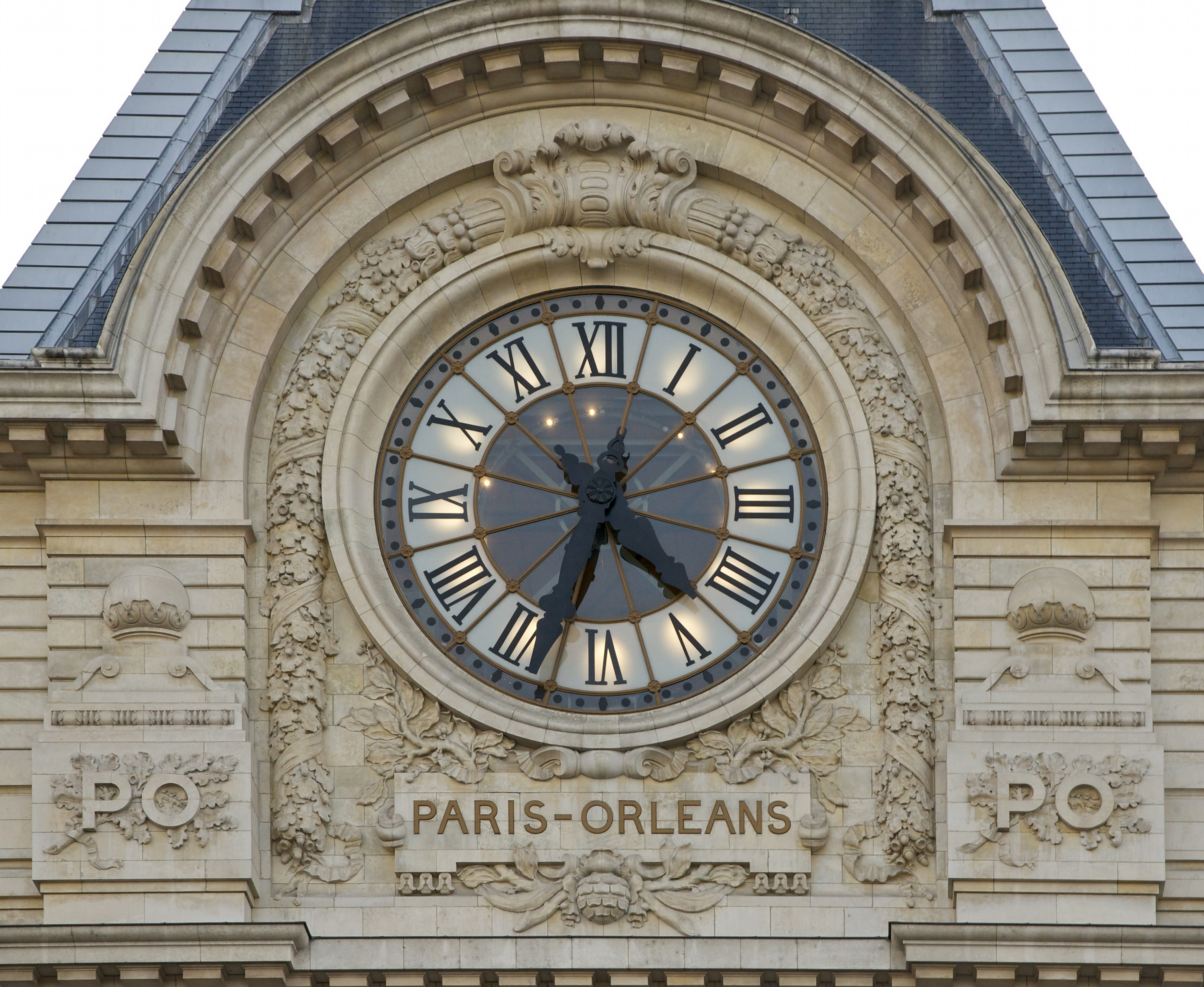
Часы на фасаде изящных искусств Вокзал Орсе[англ.] из Парижа
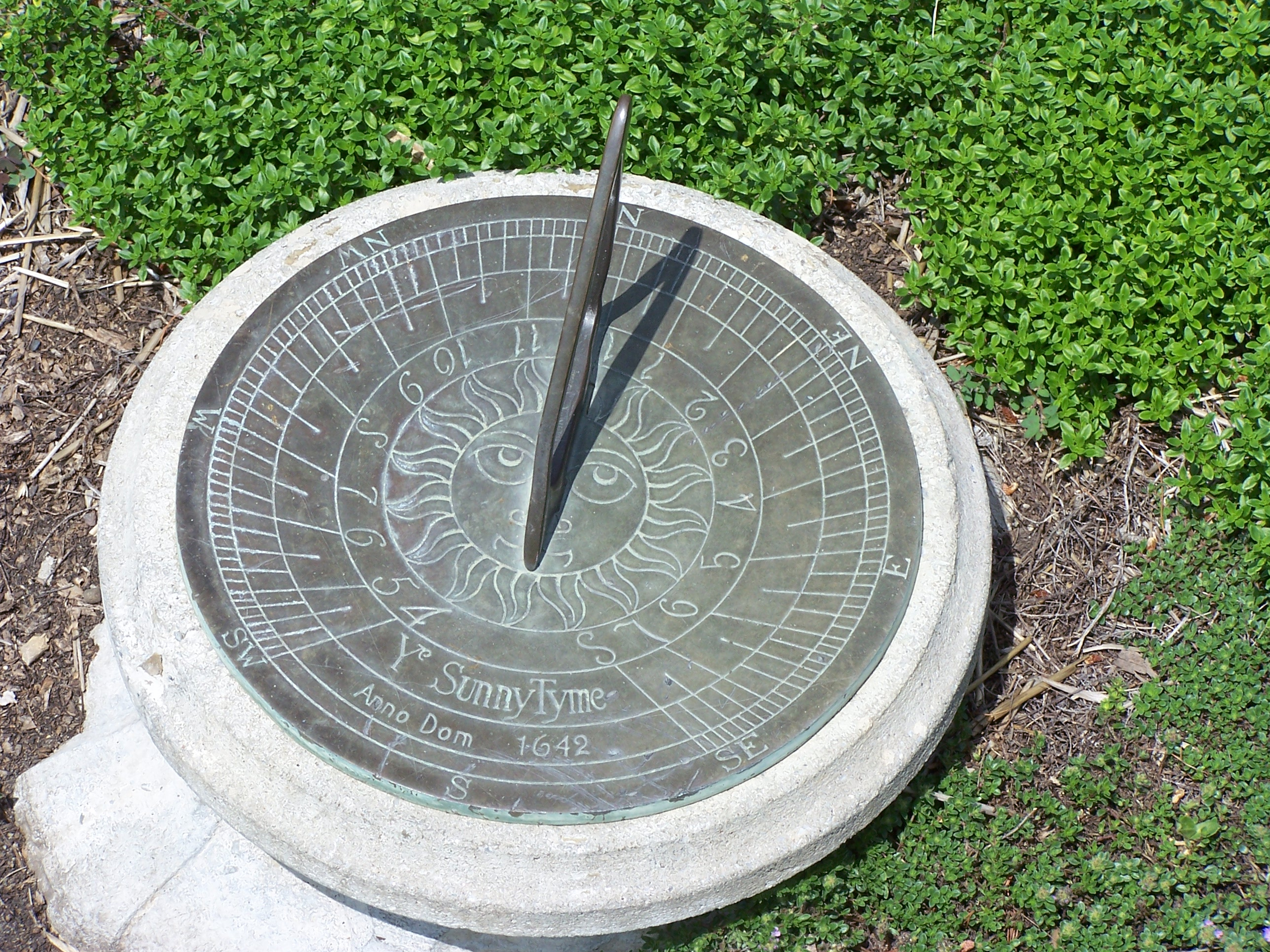
Простые горизонтальные солнечные часы
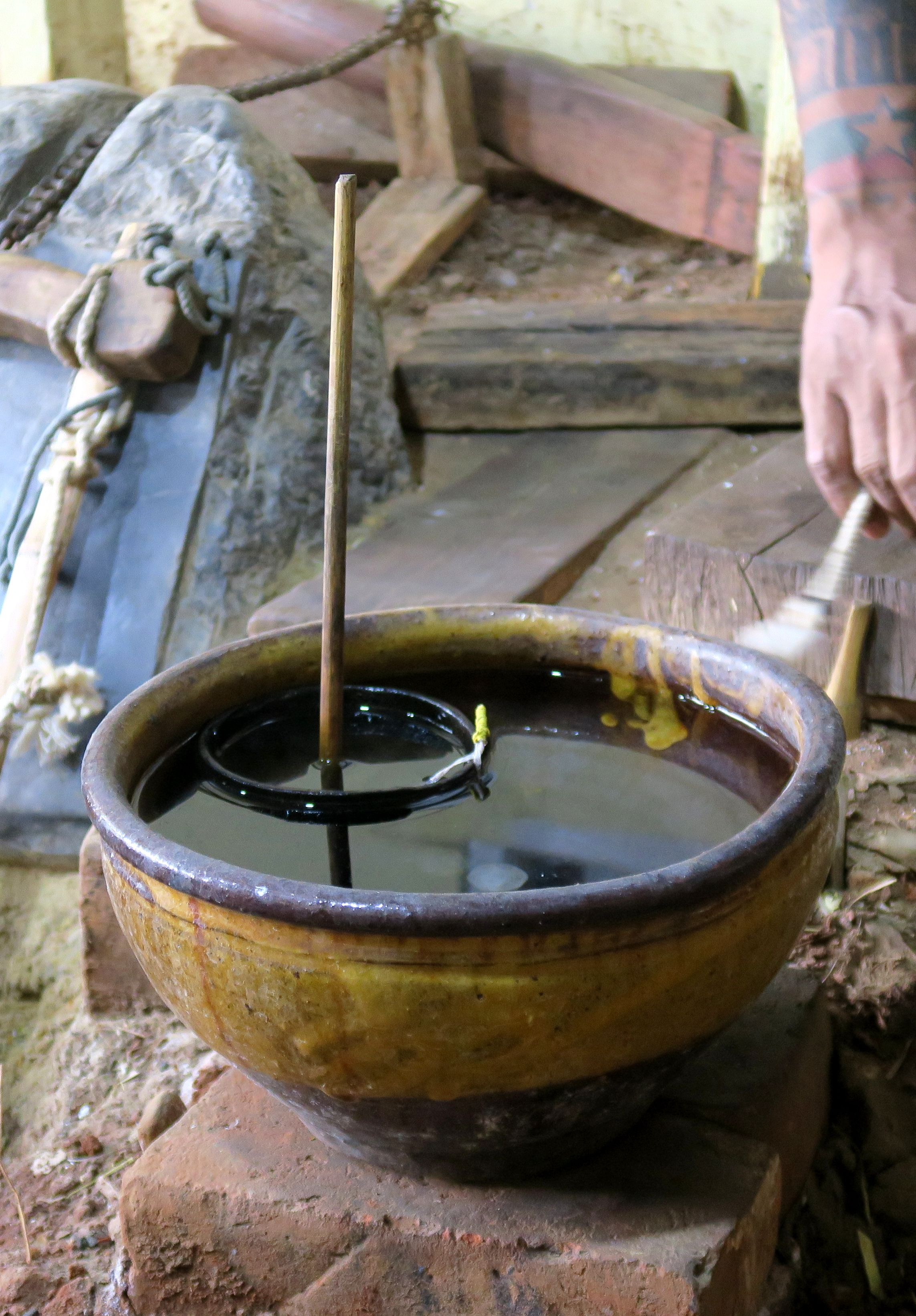
Водяные часы для чеканки сусального золота в Мандалае (Мьянма)
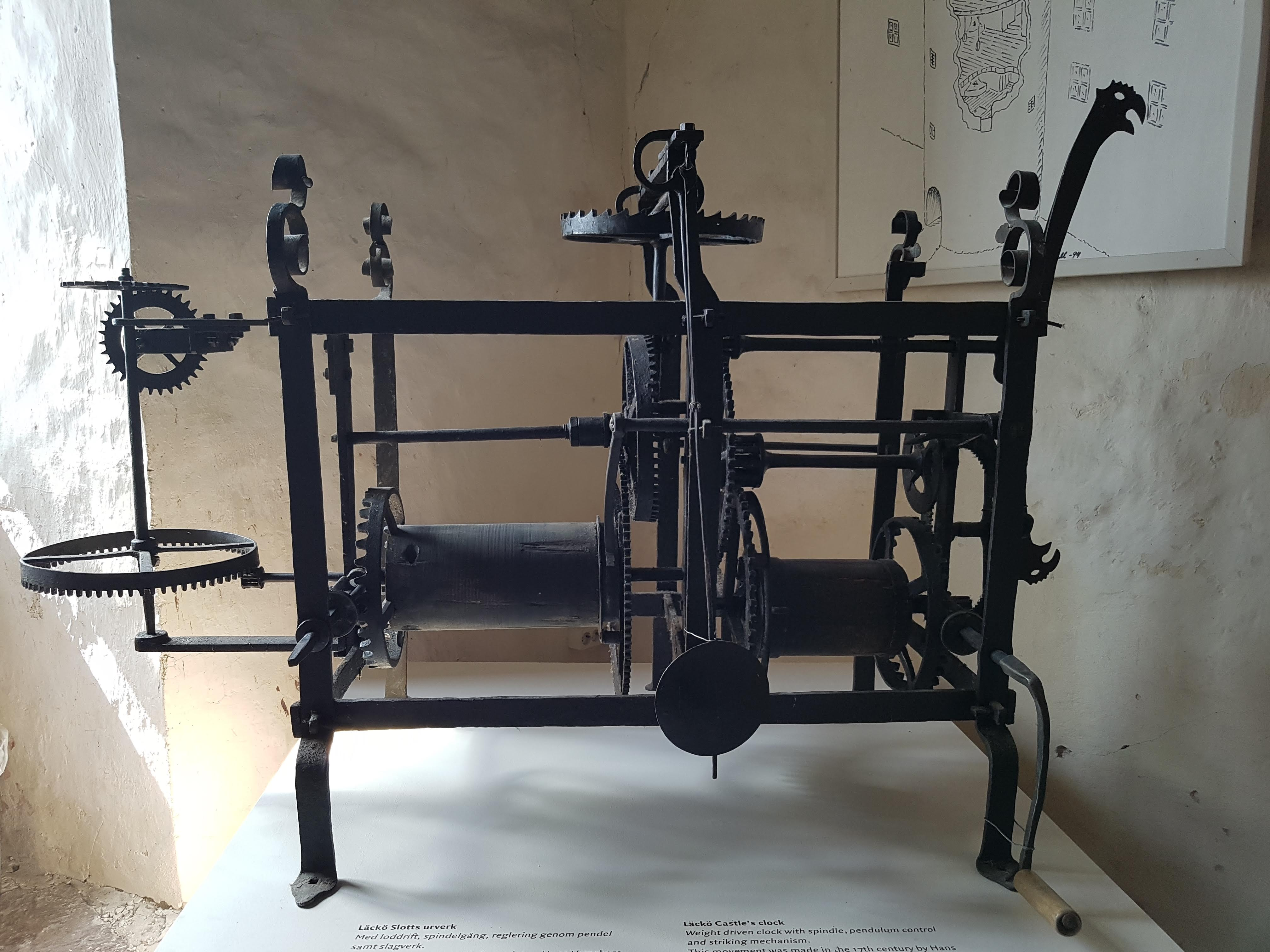
Часы с грузоподъёмным механизмом XVII века
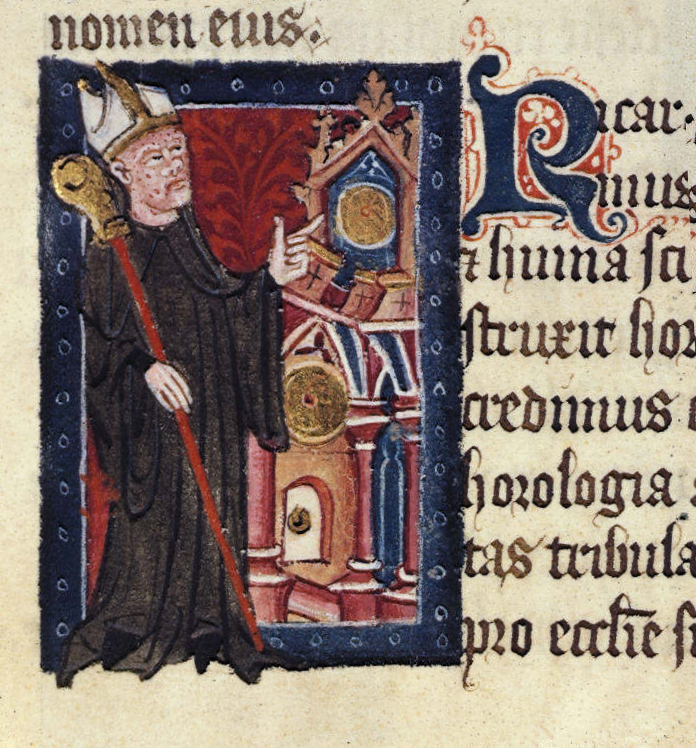
Ричард Уоллингфордский указывает на часы, его подарок Сент-Олбанскому собору
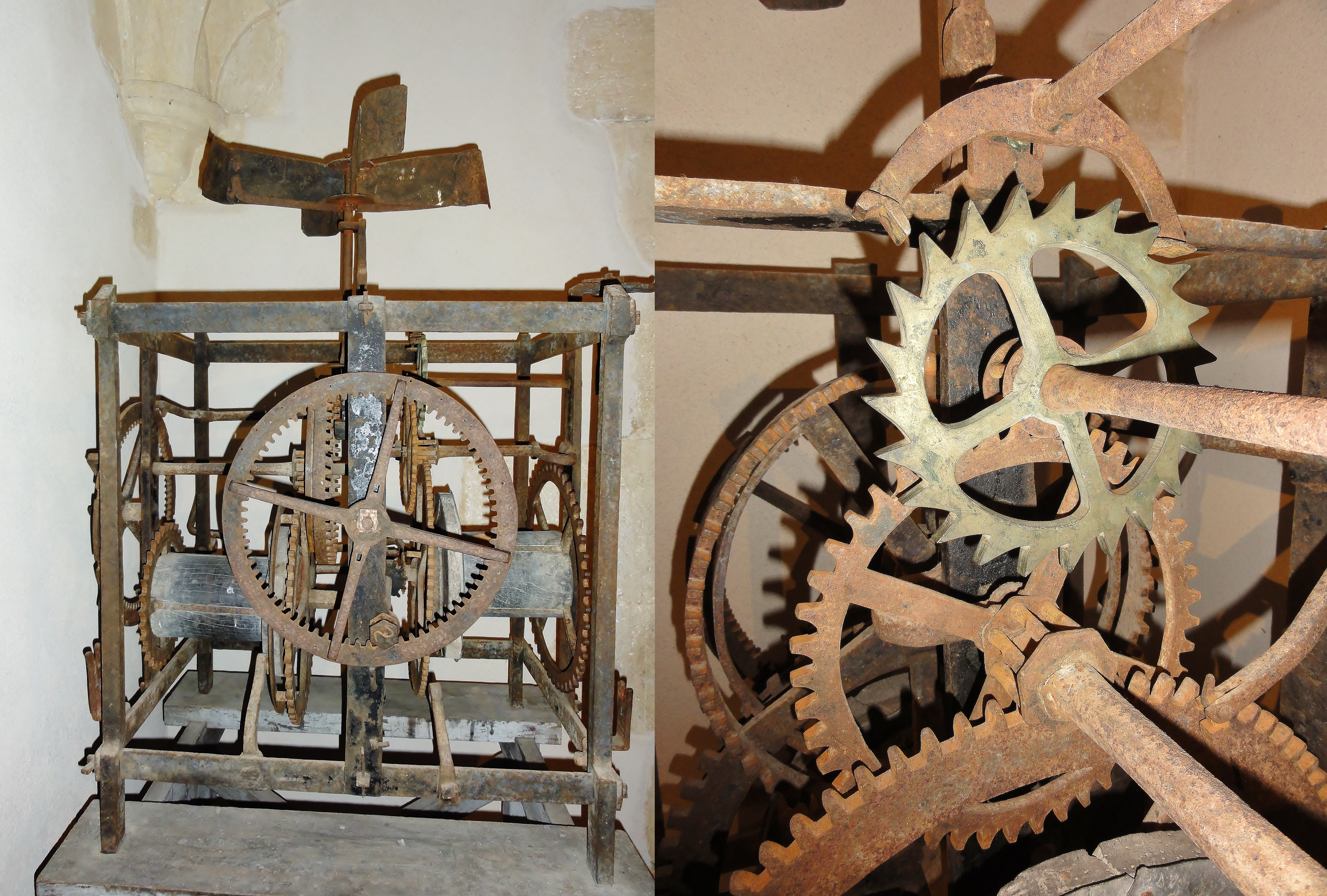
Часы XVI века монастыря Христа, Томар, Португалия
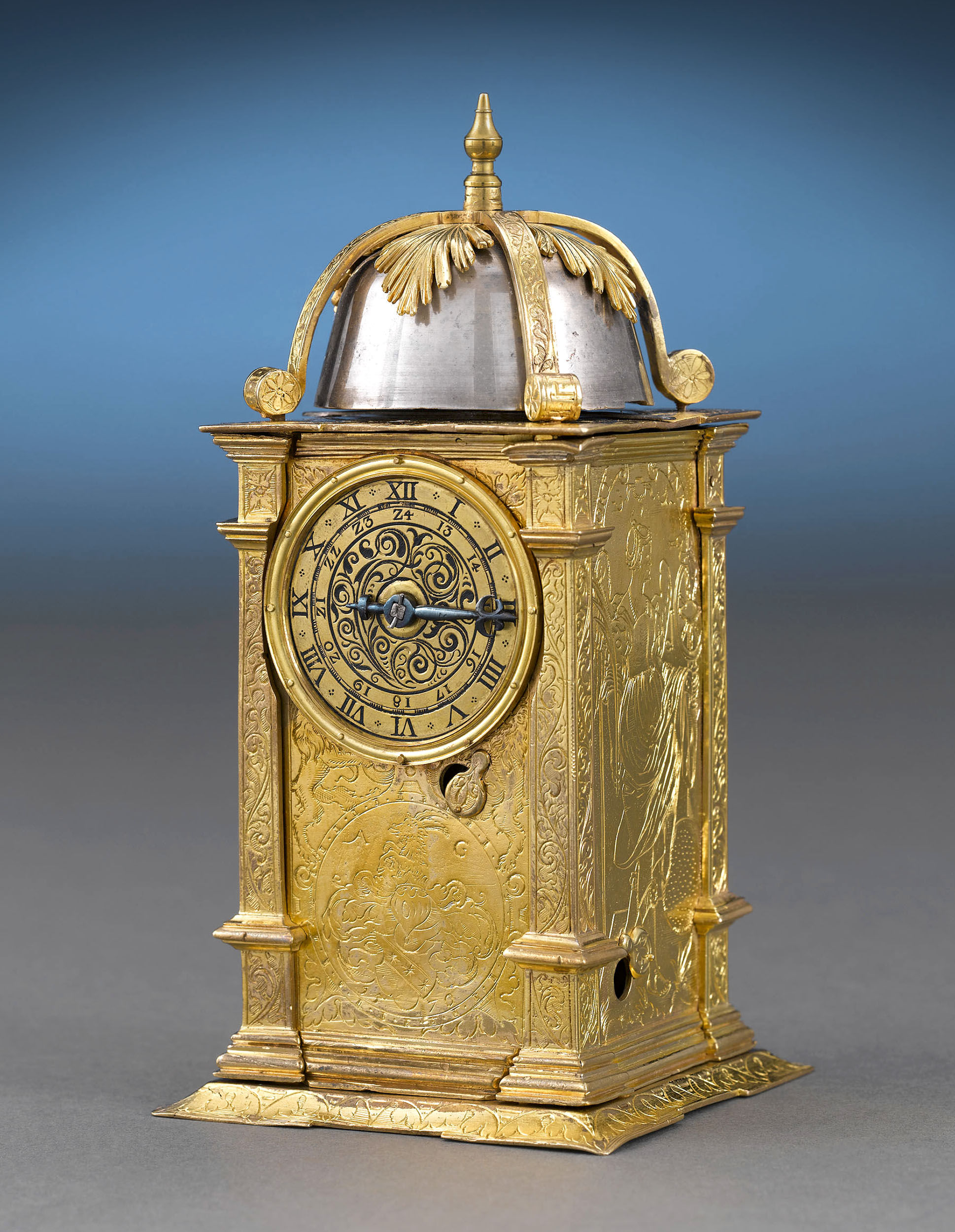
Часы-фонарь, Германия, около 1570 г.
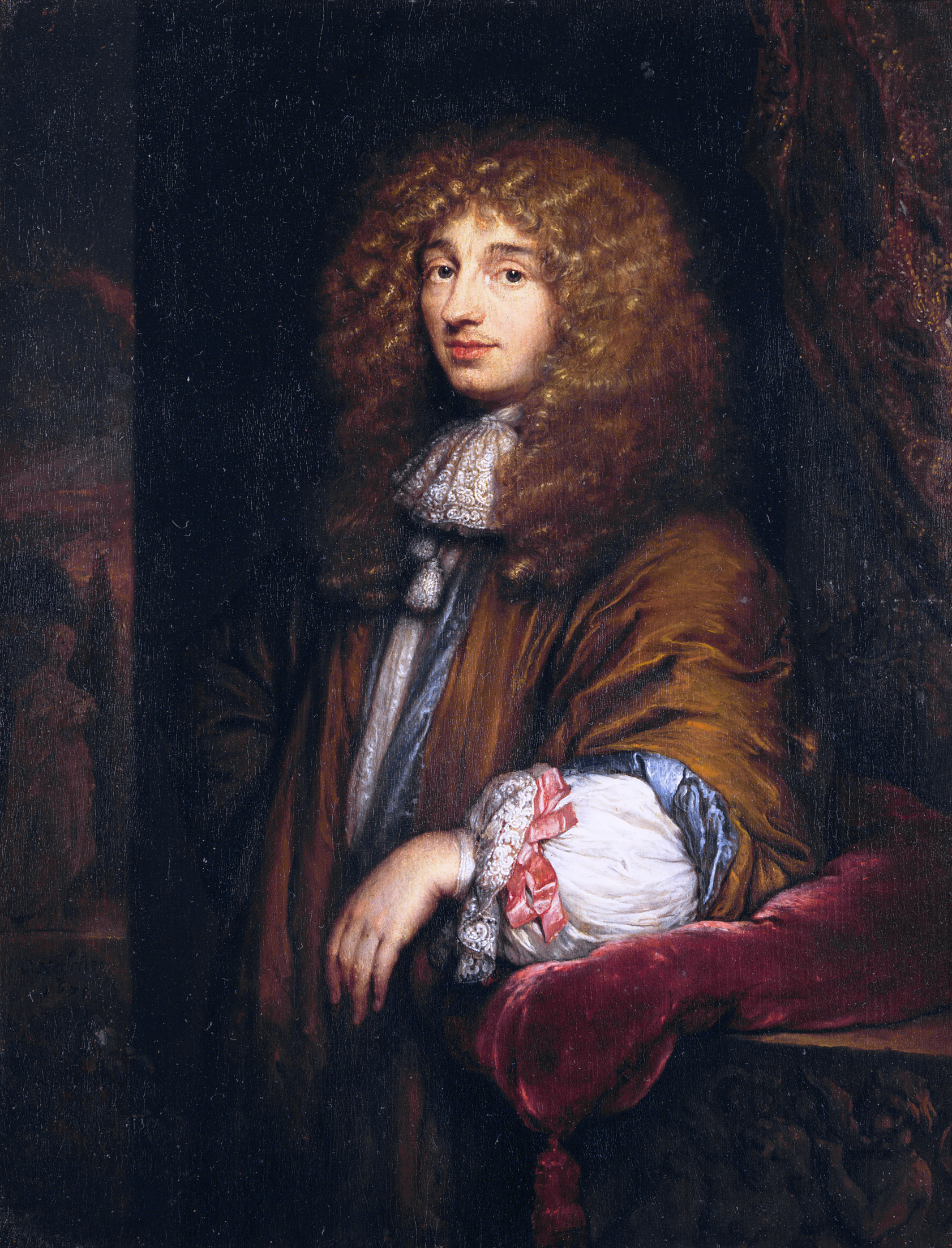
Голландский эрудит и часовщик Христиан Гюйгенс, изобретатель первых устройств точного хронометража (маятниковые часы[англ.] и часы со спиральной пружиной)
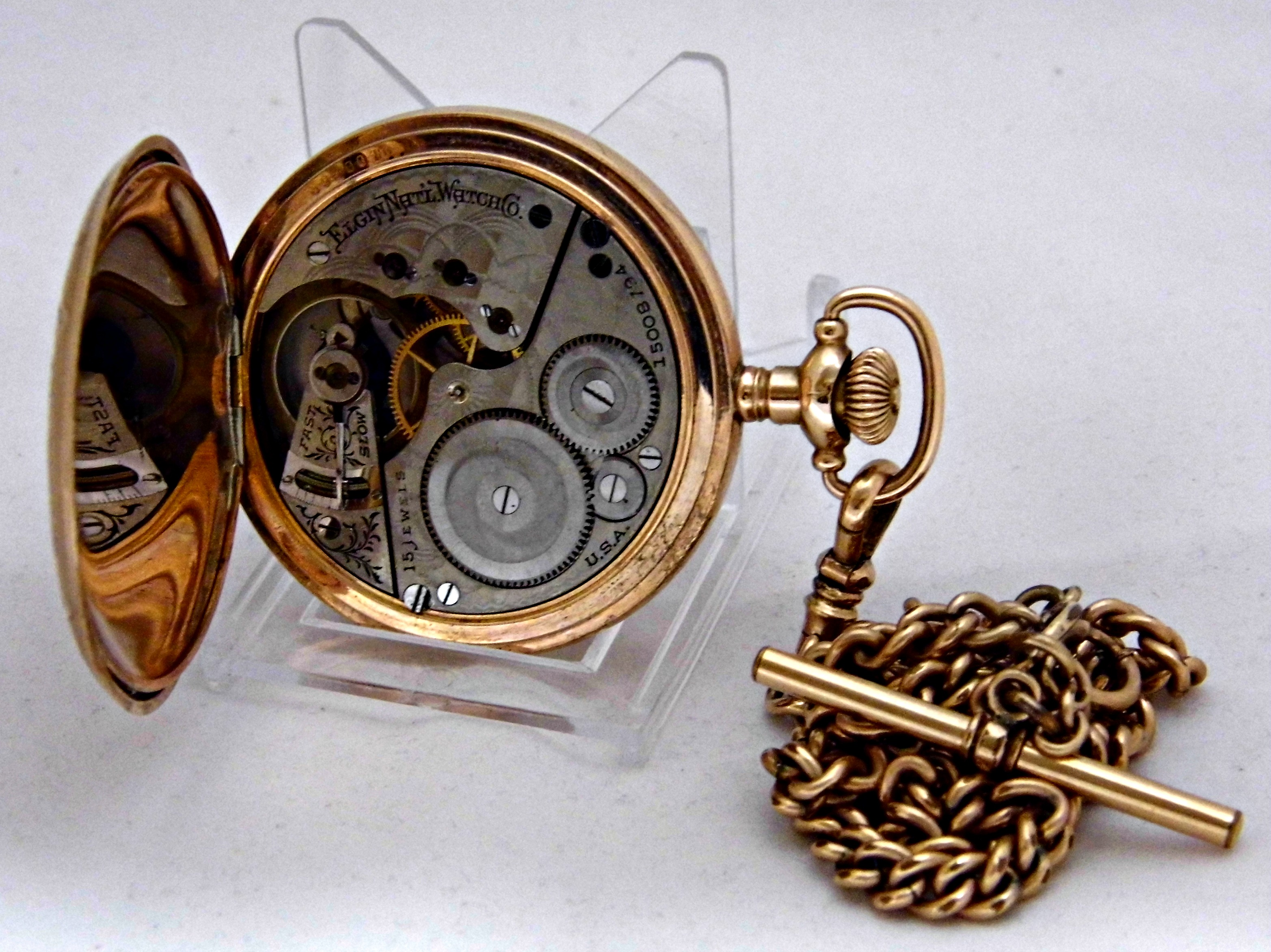
Открытые карманные часы
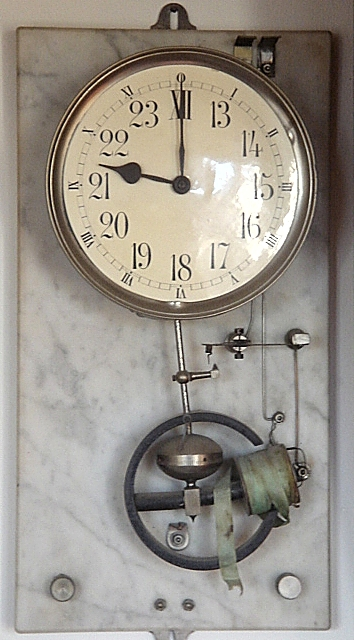
Ранние французские электромагнитные часы
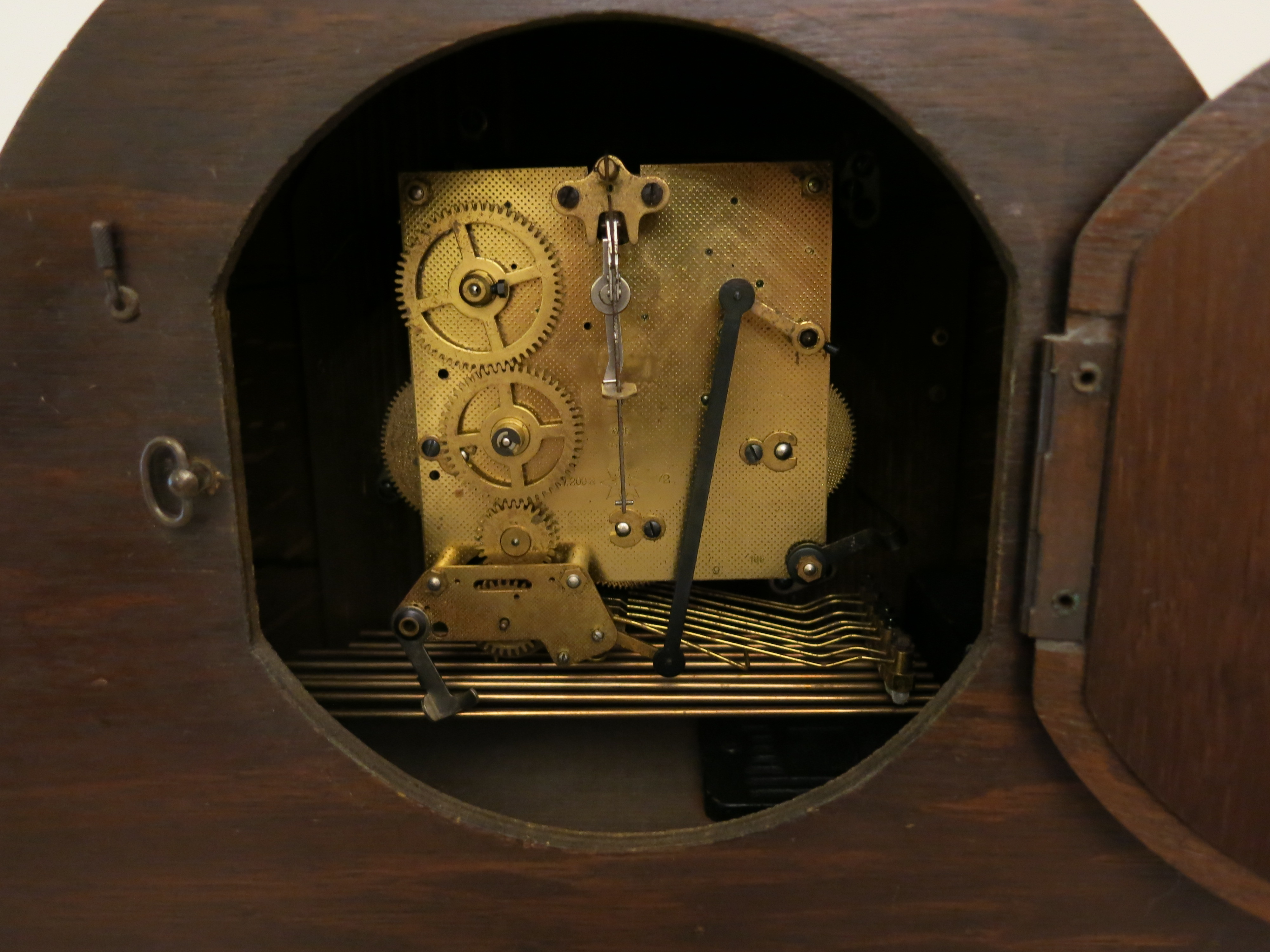
Механизм курантов
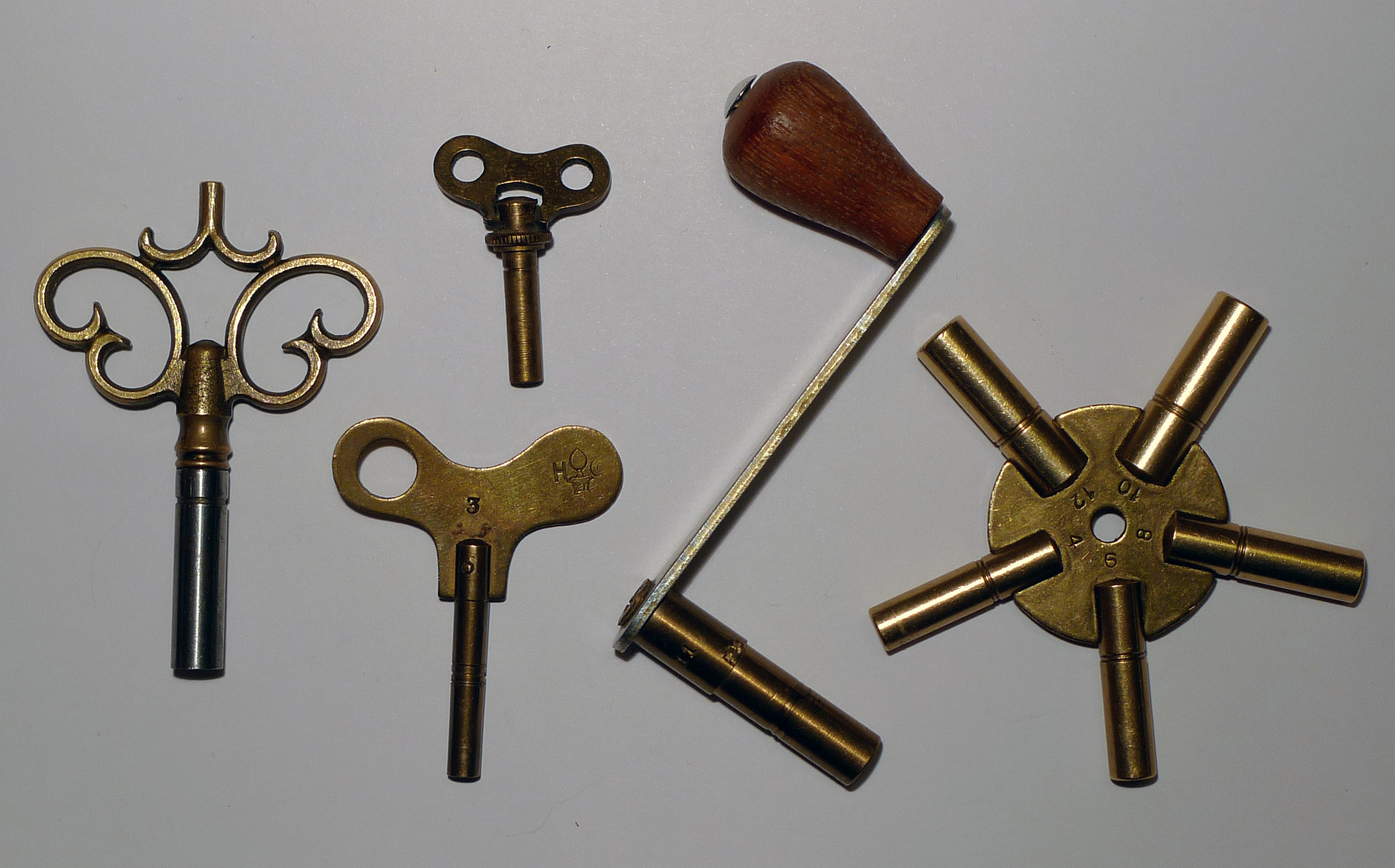
Ключи разного размера для завода пружин на часах
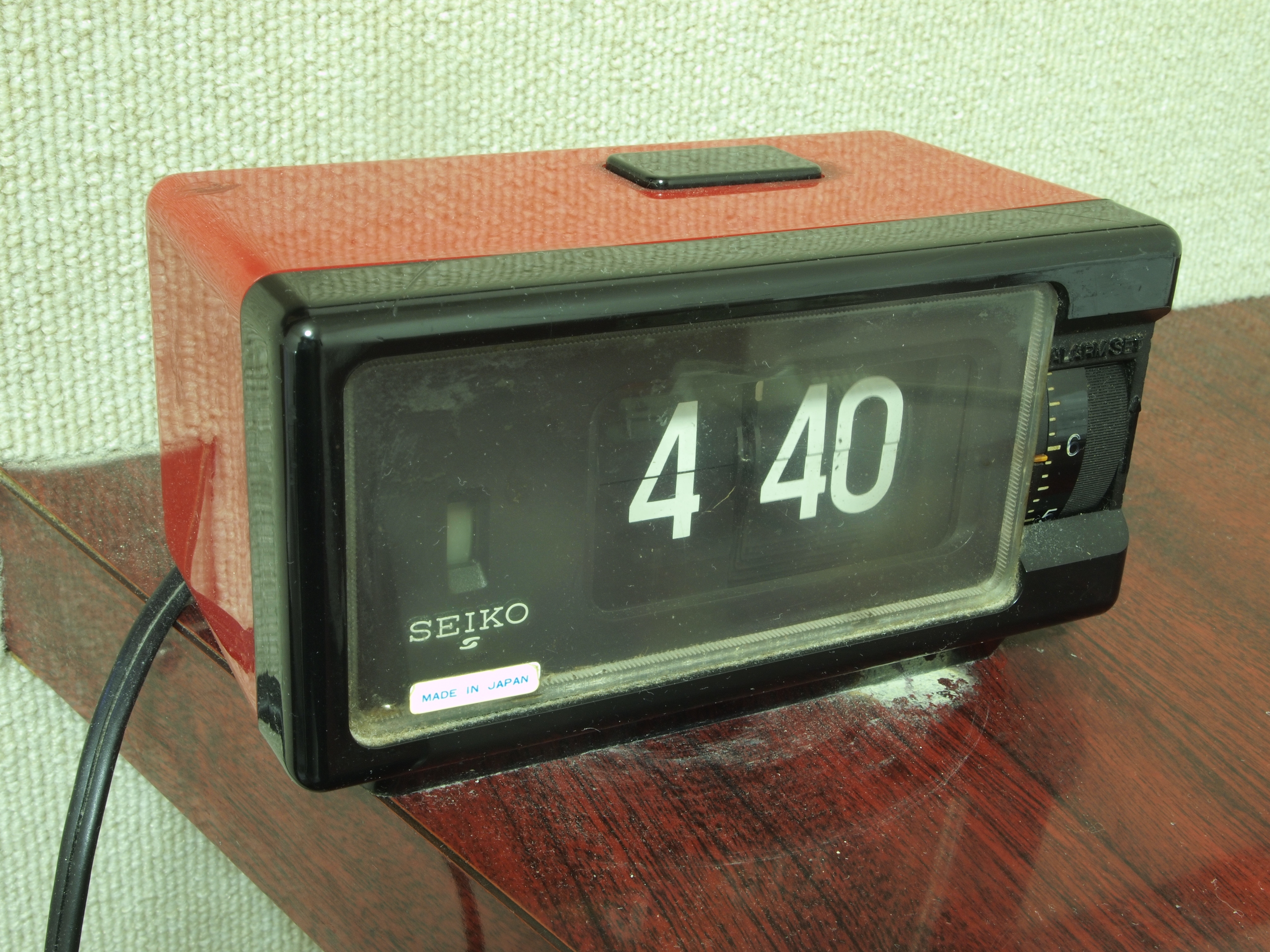
Эти часы используют электрическую мощность 60 Гц и имеют физический разделитель для отображения временных чисел
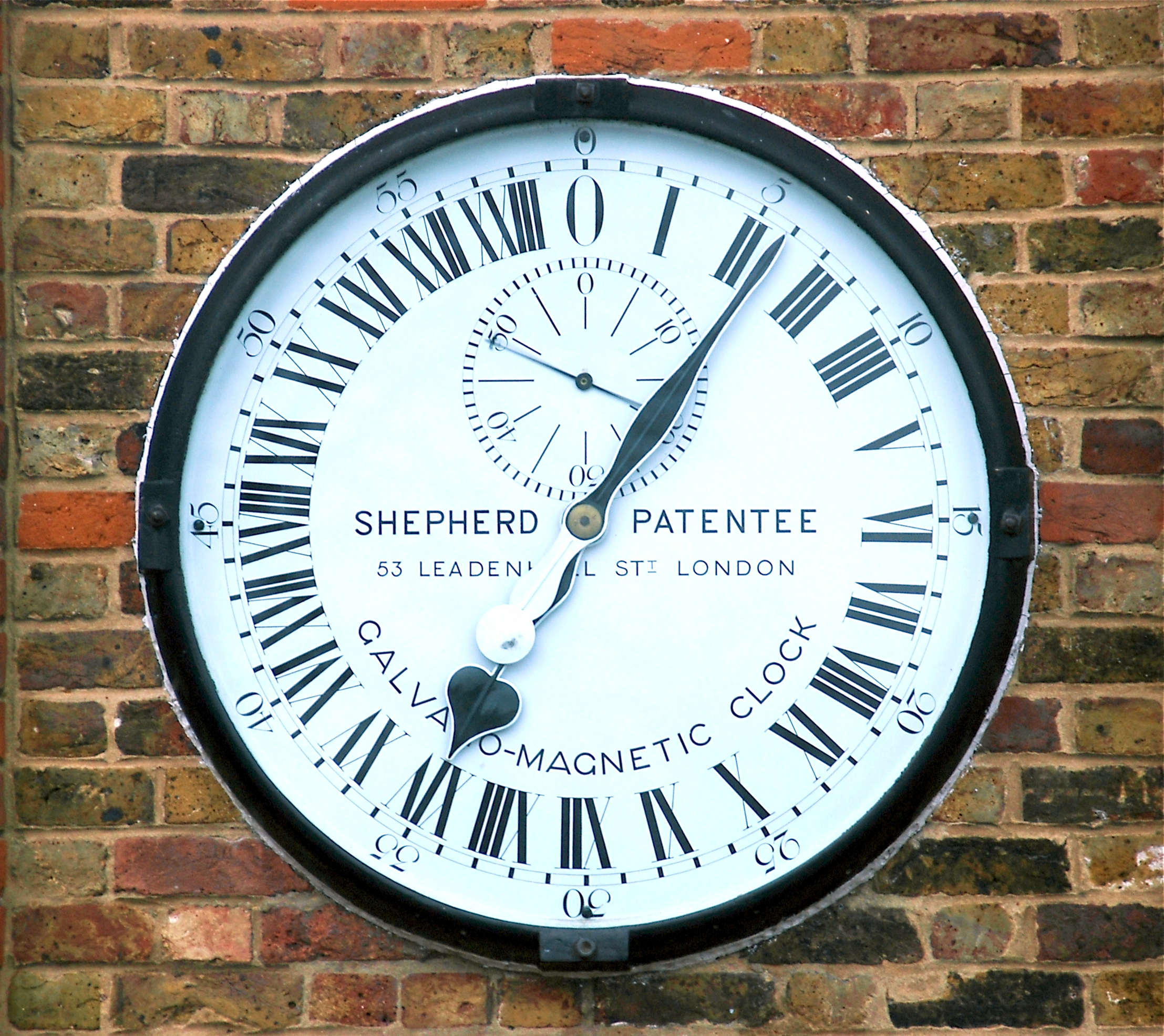
Часы Шеферд Гейт получили сигнал синхронизации из обсерватории.
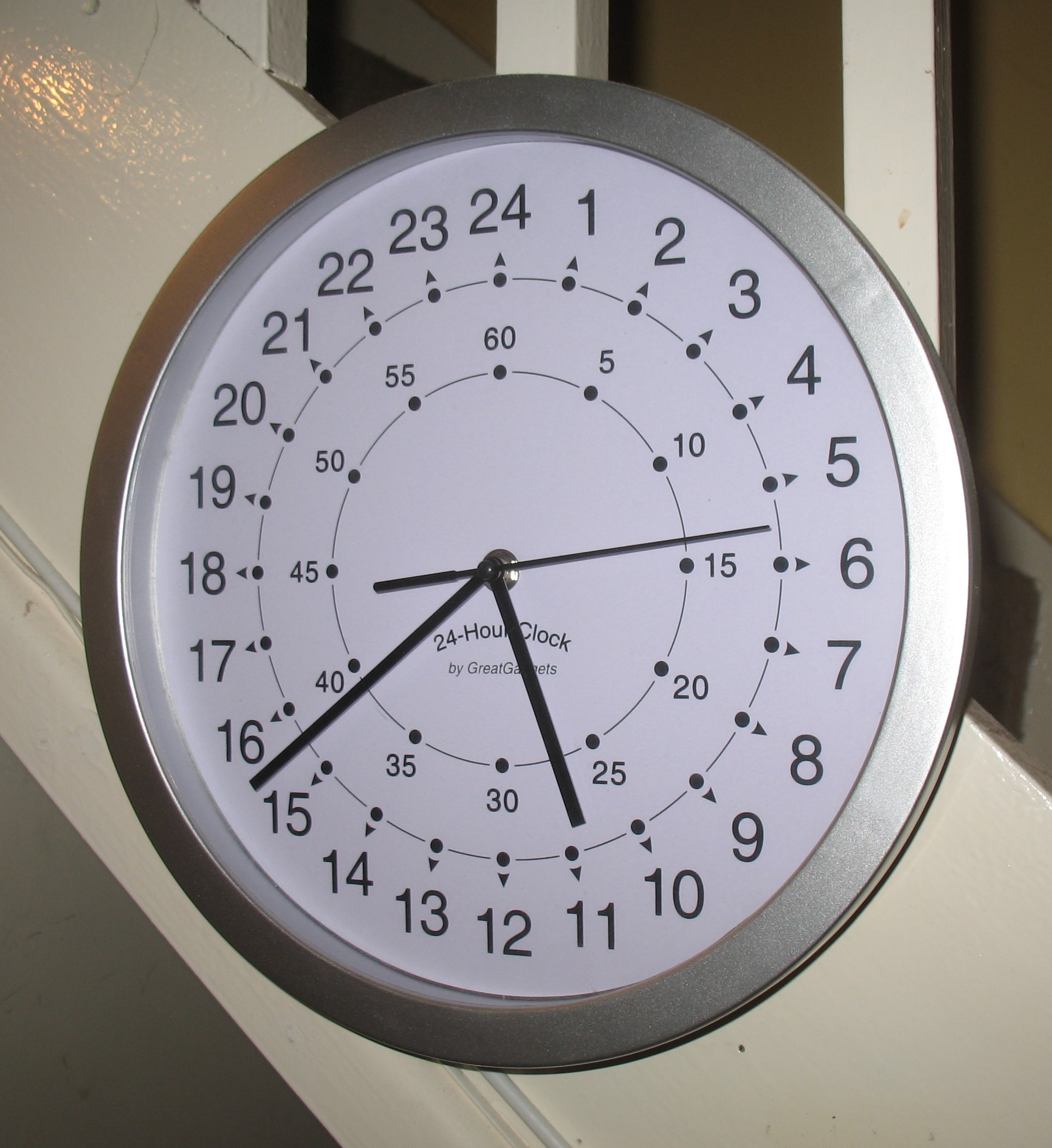
Современные кварцевые часы с 24-часовым циферблатом
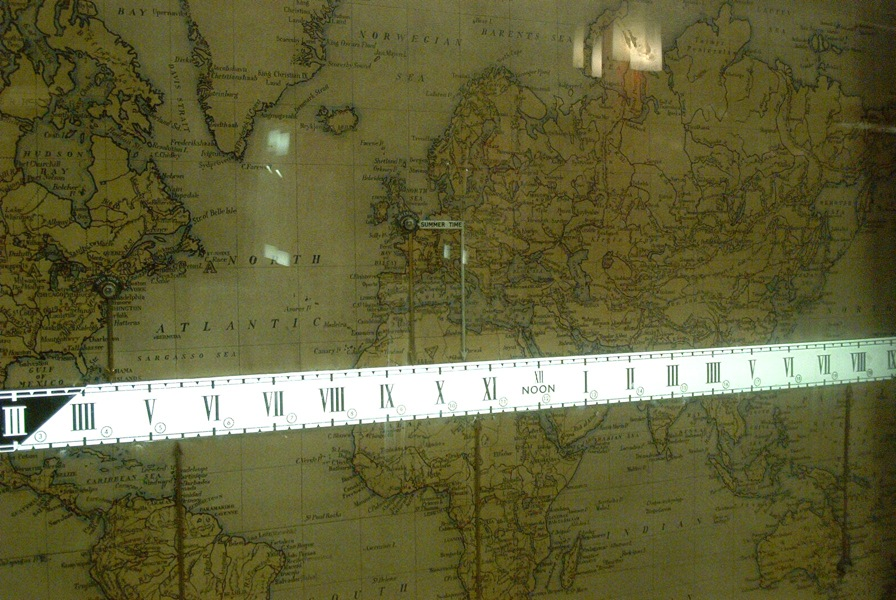
Линейные часы на лондонской станции метро Пикадилли Сёркус[англ.]. 24-часовой диапазон перемещается по статической карте в соответствии с видимым движением Солнца над землёй, а указатель на Лондоне указывает на текущее время.
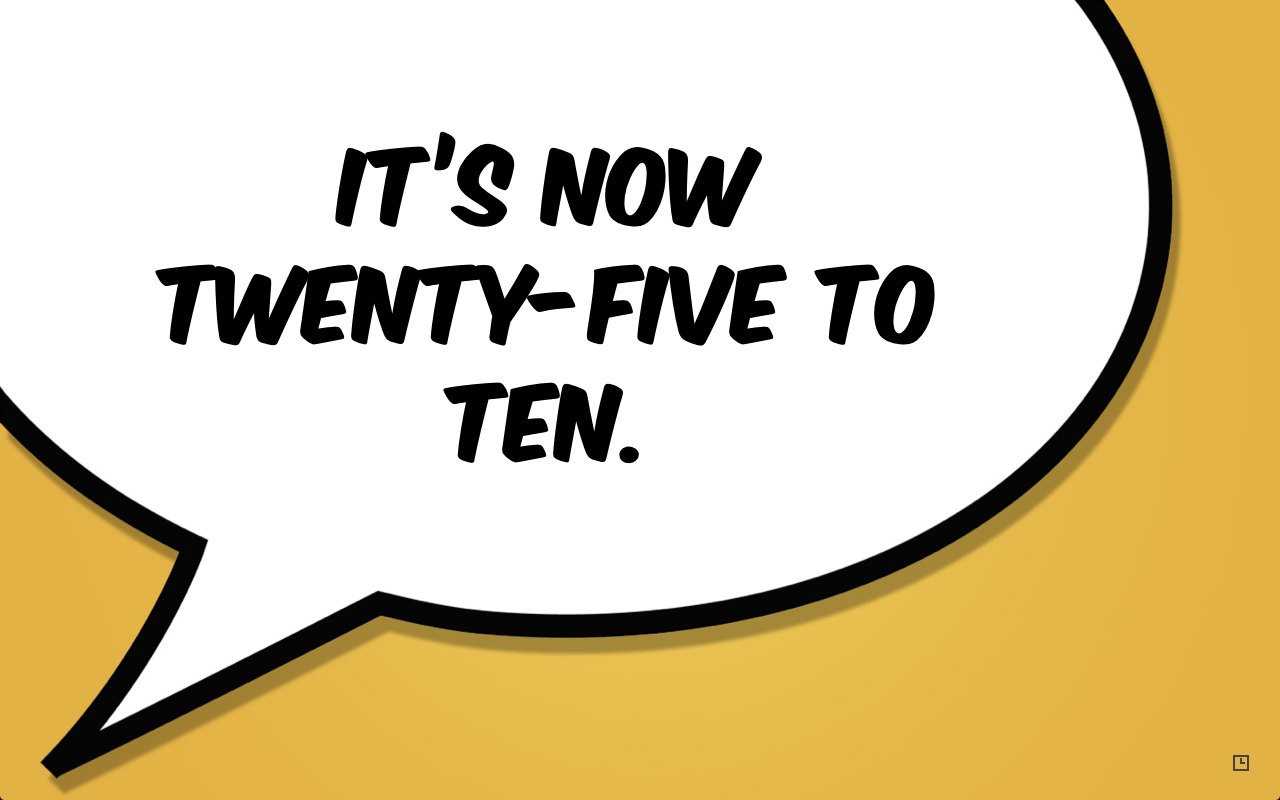
Программное обеспечение Часы со словами
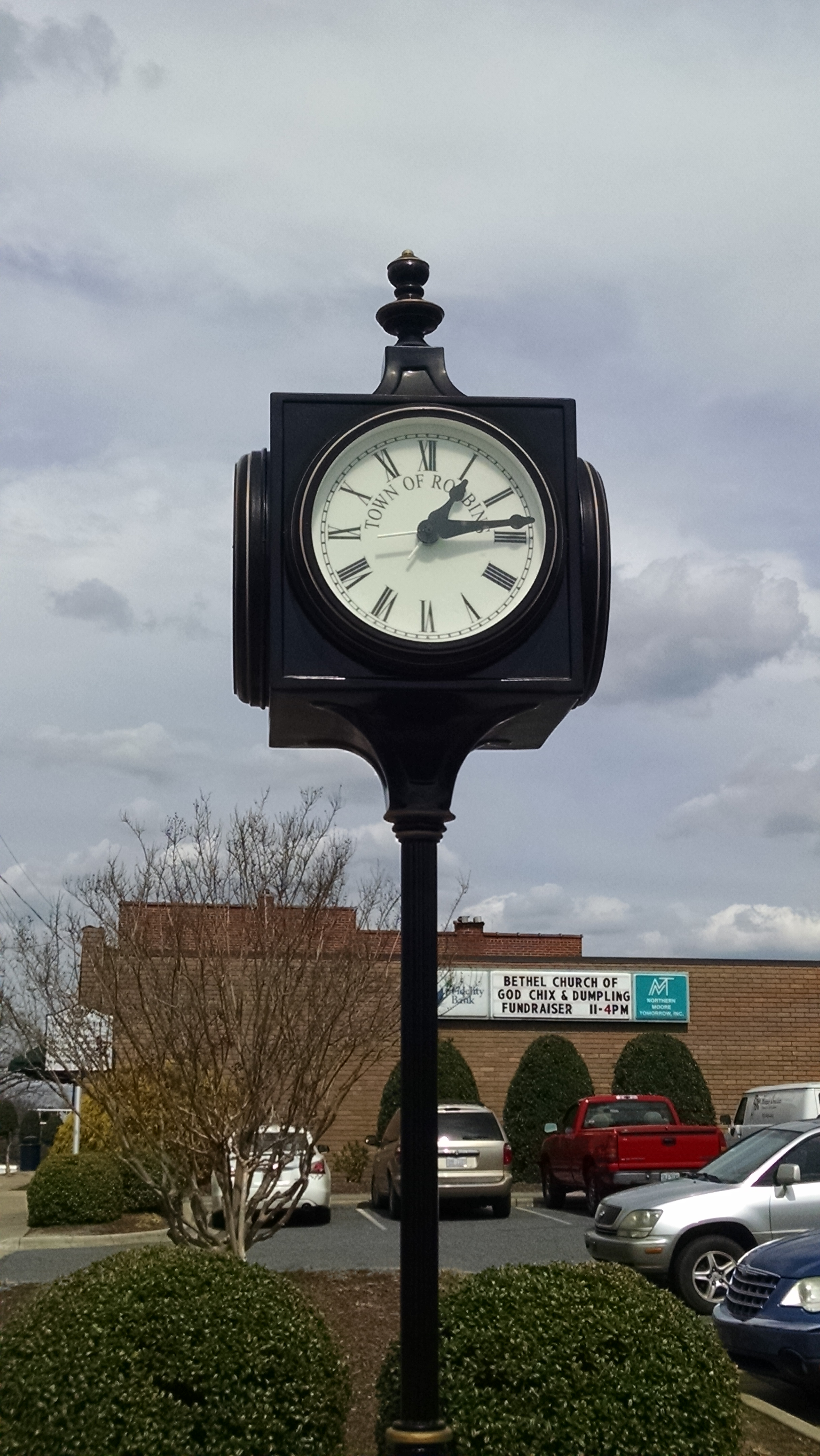
Во многих городах традиционно общественные часы находятся на видном месте, например, на городской площади или в центре города. Эти выставлены в центре города Роббинс, Северная Каролина[англ.].
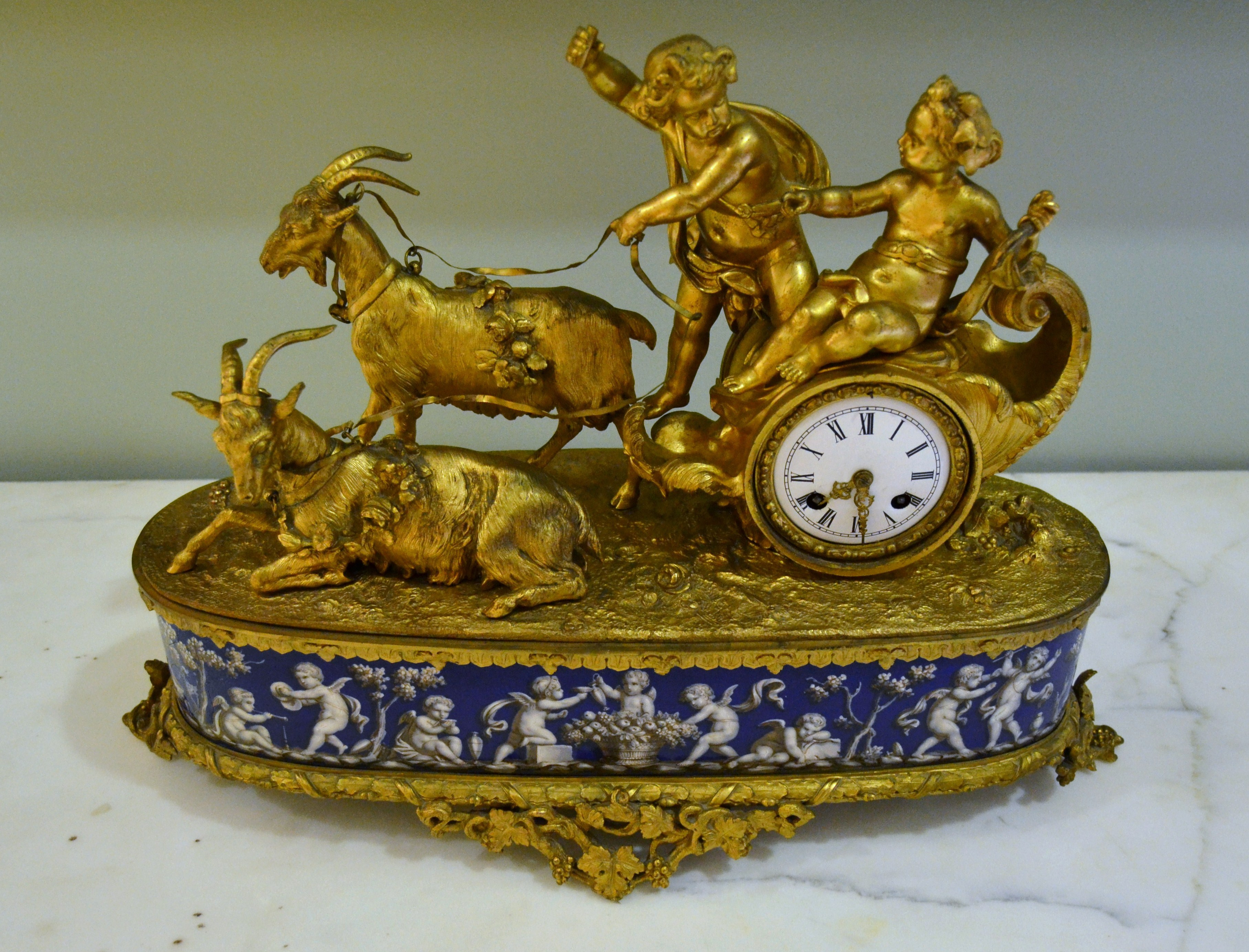
Каминные часы Наполеона III третьей четверти XIX века в Музее изящных искусств Валенсии из Испании
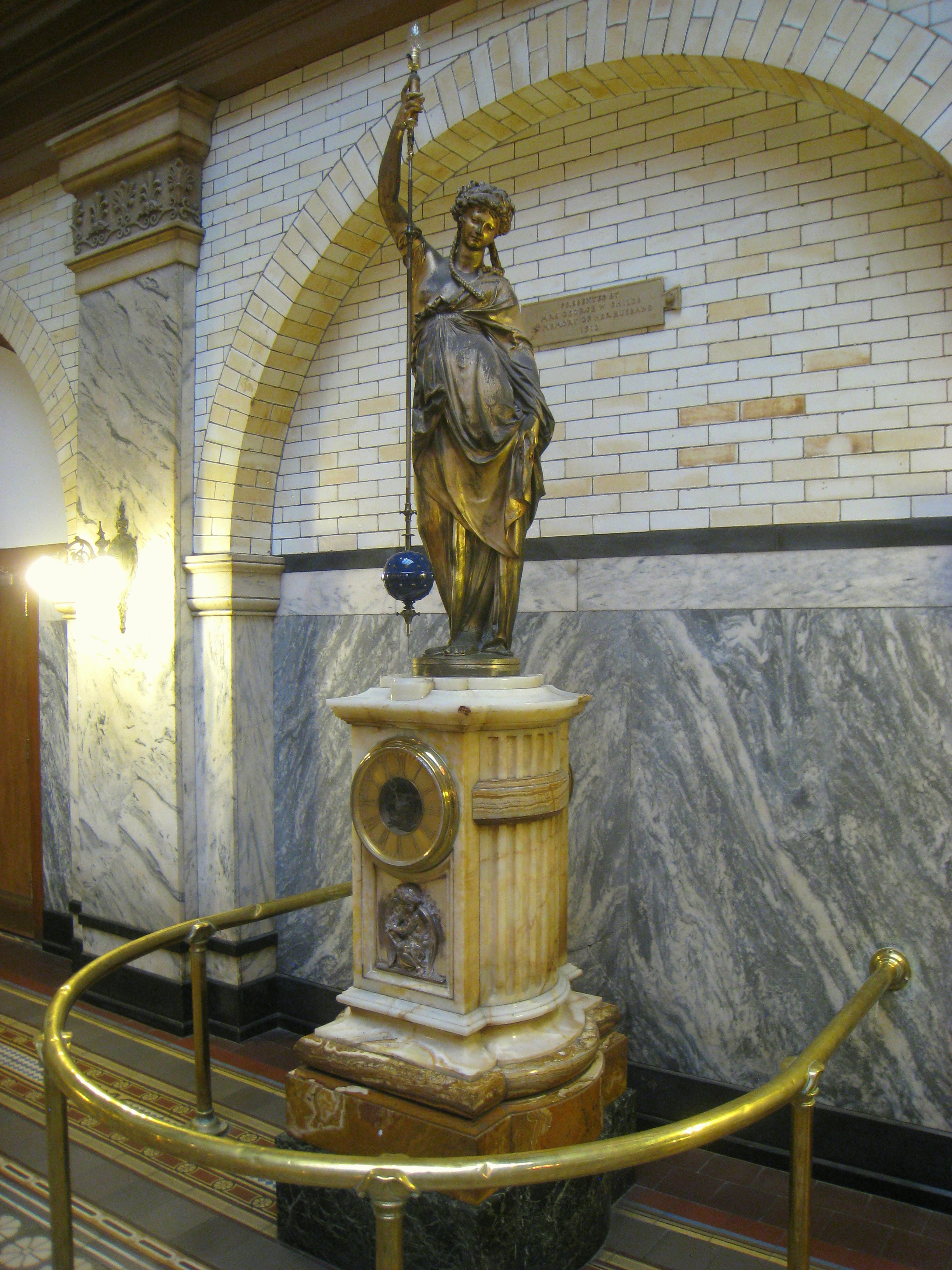
Монументальные конические маятниковые часы работы Эжена Фарко[англ.], 1867 г. Университет Дрекселя, Филадельфия, США
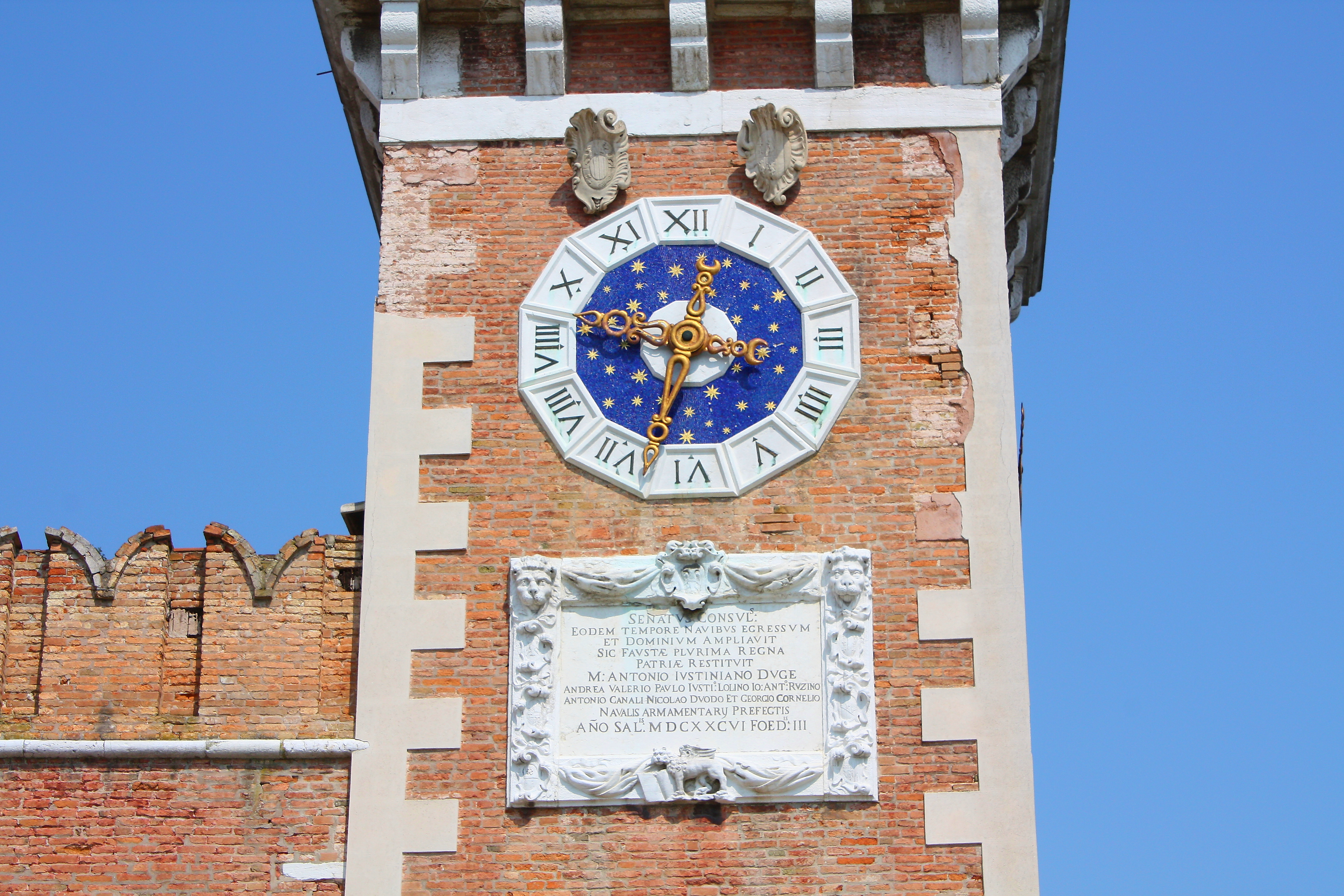
Часы в Венеции с написанием числа VIIII для 9-го часа